# Glosar de termeni filozofici
Acesta este un glosar de termeni din domeniul filozofiei și logicii.

## A
- ab initio - de la capăt, de la început.[necesită citare]
- aboutness - termen din filozofia limbajului și din filozofia minții care se referă la calitatea unui lucru (precum o propoziție, o afirmație, o gândire sau un text) de a fi „despre” ceva.
- absolut:

- care este independent de orice condiții și relații, care nu este supus nici unei restricții; care nu are limite; necondiționat, perfect, desăvârșit;
- considerat în raport cu sine însuși și nu în comparație cu alte fenomene asemănătoare; care se află pe treapta cea mai de sus.
- absolutism

1. (în politică) exercițiul puterii neîngrădit de nici un fel de control sau contrapondere
2. (în filozofie) opusul relativismului și, drept urmare, suferind de aceași ambiguitate și nedeterminare.

- absolutizare:[necesită citare]

- atribuire eronată a unei valori absolute unui fapt sau unei idei prin ignorarea caracterului relativ, condiționat, limitat al acelui fapt sau al acelei idei;
- considerare greșită a unei laturi sau însușiri a unui lucru ca o entitate de sine stătătoare, rupînd-o de complexul căruia îi aparține.
- abstract -  categorie filozofică opusă concretului, care se poate percepe doar prin procese mentale, de separare și generalizare a însușirilor caracteristice unui grup de obiecte sau de fenomene.
- abstractizare -operație a gândirii, opusă concretizării, prin care se desprind și se rețin unele dintre caracteristicile și relațiile esențiale ale obiectului cercetării; procedeu fundamental de pătrundere în esența fenomenelor.
- abstracție - în gândire, omiterea, prin neluare în considerație, a trăsăturilor distinctive (sau chiar comune) aparent irelevante ale diferiților indivizi cuprinși într-o clasă.
- abstragere - punerea în evidență a unei însușiri independent de obiectul căruia îi aparține.[necesită citare]
- absurd - concepție despre lume, susținută îndeosebi de existențialiști, potrivit căreia între om și mediul său social-cultural există un dezacord total, iar între norme, valori, reguli etc. sînt incompatibilități
- absurditate - în accepțiunea curentă, falsitate evidentă sau opoziție față de bunul simț sau de rațiune.
- abuz - eroare care constă în exagerarea unui fapt, a unei păreri etc.
- Academia din Florența - colegiul neoficial creat în 1462 la Careggi, lângă Florența, după modelul Academiei din Atena a lui Platon.
- academie - prima școală filozofică, înființată de Platon, care își ținea inițial întrunirile în grădina lui Akademos, situată la porțile Atenei, numită ulterior și Academia platonică.
- acatalepsie - (la scepticii greci) renunțare la căutarea soluției unei probleme ca urmare a negării posibilității de a cunoaște adevărul.[necesită citare]
- acauzal - termen care desemnează evenimente sau fenomene care nu sunt determinate sau explicate prin cauze anterioare.[necesită citare]
- acceptare - atitudine, reacție gnoseologică față de afirmarea sau negarea propozițiilor, teoriilor a sau probelor empirice.[necesită citare]
- acces privilegiat - relația aparte pe care o avem cu conținuturile propriei conștiințe, dar pe care nimeni nu o are cu conținuturile conștiinței altcuiva.[necesită citare]
- accident - spre deosebire de esență, proprietate sau caracteristică a unui obiect, fenomen, care nu este esențială pentru natura sa, deci care poate fi prezentă sau absentă fără a-i afecta identitatea fundamentală.[necesită citare]
- accidentalism - doctrină care neagă cauzele evenimentelor, fenomenelor, atribuind un rol important hazardului.[necesită citare]
- acosmism - teorie potrivit căreia lumea fizică nu există ca realitate independentă de divinitate, considerată creatorul acesteia. [necesită citare]
- acrasia (gr. akrasia, slăbiciune) - denumire alternativă pentru slăbiciunea voinței.[necesită citare]
- acribologie - studiul preciziei maxime în cercetarea științifică.[necesită citare]
- acroamatic - (în Grecia antică; despre opere, doctrine, opinii etc.) transmis pe cale orală; care este rezervat inițiaților, secret.[necesită citare]
- acte lingvistice -  acte efectuate atunci când se rostesc cuvinte.
- acte perlocuționare - unul dintre cele trei tipuri de acte (alături de cele locuționare și ilocuționare) prezente în structura unui act de vorbire, conform filozofiei lui J. L. Austin.[necesită citare]
- actual - (în filozofia lui Aristotel) ceea ce este in actu, adică reprezintă ceva înfăptuit, spre deosebire de ceea ce există doat in potentia, adică în mod virtual, ca posibilitate.[necesită citare]
- actualizare - actualitatea (energeia) este acel mod de a fi în care un lucru poate produce alte lucruri sau poate fi produs de acestea - tărâmul evenimentelor și al faptelor.
- acțiune - comportamente sau activități care sunt rezultatul intențiilor și voinței unei ființe raționale, diferite de evenimentele naturale, deoarece implică deliberare, scopuri și decizii conștiente.
- acusmatic - nume dat discipolilor lui Pitagora.[necesită citare]
- adamism - orientare în cadrul acmeismului, care manifesta preferința pentru elementul biologic primitiv, natural, ce se opunea organizării rigide a societății, preconizînd însănătoșirea omului contemporan prin stimularea instinctelor primare și a voinței de acțiune.[necesită citare]
- adept:[necesită citare]

- persoană care împărtășește convingerile cuiva, care este partizană a unei doctrine, a unei teorii etc.;
- membru al unei secte religioase sau al unui partid politic.
- adevăr:

- categorie filozofică ce desemnează concordanța cunoștințelor cu obiectul lor, în opoziție cu falsul, care exprimă oglinda denaturată a realității;
- ceea ce corespunde realității; justețe, exactitate;
- concordanță a conținutului gândirii (percepției, judecății) cu principiile sau cu realitatea obiectivă obținută în procesul cunoașterii omenești.
- adevăr absolut - suma adevărurilor relative privite în devenirea lor infinită.
- adevăr dublu⁠(en)[traduceți] - teorie din Evul Mediu și din perioada Renașterii, promovată de Averroes, Duns Scott, Ockham, Pomponazzi, Fr. Bacon, pentru apărarea religiei față de critica filozofică sau științifică; vezi și apologie.
- adevăr obiectiv - conținutul obiectiv al reprezentărilor omului, care corespunde realității, lumii obiective, independent de conștiința subiectului cunoscător.
- adevăr relativ - reflectare justă, însă aproximativă, limitată a realității, fiind condiționat istoricește, susceptibil în permenență de transformări și perfecționări.
- "adevărul e întotdeauna la mijloc" - maximă demonstrabil falsă, dar care exercită o atracție perenă asupra celor cărora le place să se considere judecători cumpăniți și moderați.

- ad hominem - vezi argumentum ad hominem.[necesită citare]
- adiaforie - (în cinism și în stoicism) indiferență față de vicisitudinile vieții.[necesită citare]
- adogmatism - sistem de gândire care este împotriva dogmelor.[necesită citare]
- afirmație - judecată în care se enunță existența unui anumit raport între subiect și predicat.
- a fortiori - (despre raționamente) care constă în trecerea de la o judecată la alta datorită faptului că în favoarea celei de-a doua judecăți există tot atîtea temeiuri sau chiar mai multe; cu atât mai mult.[necesită citare]
- agent - concept care desemnează un individ sau o colectivitate care intră în raporturi practice cu realitatea.[necesită citare]
- agnosticism - concepție filozofică ce neagă posibilitatea cunoașterii originii, esenței și sensului existenței lucrurilor și fenomenelor care nu pot fi experimentate.
- agnosticism religios - concepție modernă care neagă capacitatea rațiunii umane de a cunoaște și de a descrie divinitatea.[necesită citare]
- agnozie - (în filozofia lui Socrate) afirmare conștientă a propriei neștiințe.[necesită citare]
- alegoria peșterii - metaforă elaborată de Platon care descrie o situație în care niște prizonieri se află în interiorul unei peșteri întunecate, legați într-un mod care îi împiedică să vadă direct lumina soarelui; ilustrează ideea despre ignoranța oamenilor în fața realității și a lumii ideilor; altă denumire: mitul peșterii.
- alexandrinism:[necesită citare]

- caracterul operei filozofilor alexandrini, care se remarcă prin erudiție, subtilitate, rafinament;
- caracter erudit, subtil și decadent al unei filozofii etc.
- alogism:[necesită citare]

- afirmație care neagă logica;
- negare a gândirii logice ca mijloc de cunoaștere autentică (practicată de sceptici, mistici și fideiști);
- curent filozofic ce nega statutul gândirii logice ca mijloc științific de cunoaștere.
- alotriu - (lucru) secundar sau străin de obiectul supus analizei, discuției.
- altruism - atitudine morală sau dispoziție sufletească a celui care acționează dezinteresat în favoarea altora; doctrină morală care preconizează o asemenea atitudine.
- ambiguitate -[necesită citare]
- amoralism - concepție care preconizează o atitudine indiferentă față de morală; negare a oricărei morale, implicit a conștiinței morale. [necesită citare]
- anacronism - manifestare, deprindere, gândire învechită, desuetă.
- anagogie - trecere de la particular la general, de la literă la spirit.[necesită citare]
- analizare - separare (teoretică) a unui obiect, fenomen, substanță etc. în părțile sale componente; examinarea fiecărui element în parte și a relațiilor dintre ele, stabilind în final concluziile.[necesită citare]
- analiză:

- metodă științifică de cercetare a fenomenelor, bazată pe descompunerea lor în părțile componente în scopul unei examinări mai amănunțite;
- metodă prin care un gânditor, un cercetător etc.) pleacă de la efect la cauză, de la general la particular, de la compus la simplu.
- analogie:

- corespondență, asemănare (parțială) între două sau mai multe situații, obiecte, fenomene, noțiuni, funcții etc.
- metodă de studiu al unui sistem bazată pe corespondența dintre acesta și un alt sistem cunoscut, mai ușor de reprezentat;
- argumentație care, pe baza asemănării a două sau mai multe elemente în unul sau mai multe aspecte, presupune asemănarea acestor elemente și în alte aspecte.
- analogism - raționament prin analogie, în care derivarea unui enunț din altul se face pornind de la asemănările parțiale între două fenomene, ajungându-se la asemănări totale între ele.[necesită citare]
- analogon - caz asemănător pentru toate lucrurile și fenomenele de același fel.[necesită citare]
- anamneză - (la Platon) explicare a cunoașterii prin reamintirea ideilor pe care sufletul le-ar fi experimentat într-o existență anterioară, separată de corp.
- angoasă - sentimentul înstrăinării omului în viziunea filozofiei existențialiste; conștiința condiției umane de ființă muritoare.
- angst - în filozofia existențialistă, teamă de care e cuprins individul uman atunci când înțelege că existența sa este deschisă spre un viitor nedeterminat, al cărui gol trebuie să-l umple acțiunile sale liber alese.
- anima - (lat. suflet)  (în psihologia jungiana) partea din conștientul colectiv al individului, care reprezintă aspectul feminin al naturii umane.
- "animal politic" - (în lucrarea "Politica" a lui Aristotel, "zoon politikon") omul considerat ființă caracterizată prin participarea la viața socială și civilă.[necesită citare]
- animism - identificare a principiului gândirii cu cel al vieții organice; concepție conform căreia totul în Univers are un fel de ființare psihologică asemănătoare cu cea a omului.
- anoetic - care nu are legătură cu cunoașterea sau gândirea.[necesită citare]
- anistorism - atitudine filozofică ce tinde să substituie studiul concret-istoric al realităților sociale prin speculații abstracte.[necesită citare]
- antagonism - contradicție ireductibilă; situația de opoziție a contrariilor.[necesită citare]
- antecedent - primul termen al unei judecăți ipotetice, introdus prin conjuncția "dacă".[necesită citare]
- antiintelectualism:[necesită citare]

- atitudine critică față de tendința de folosire excesivă a abstracțiilor, a operațiilor logico-intelectuale în interpretarea fenomenelor;
- concepție care neagă posibilitatea cunoașterii științifice a adevărului cu ajutorul rațiunii; iraționalism.
- antiistorism - concepție și metodă care respinge sau ignoră principiul istoric în considerarea și analiza proceselor și fenomenelor.[necesită citare]
- antilogie - contradicție între două idei sau între două expresii de aceeași forță, dar opuse.[necesită citare]
- antilogism - metodă de verificare a silogismelor.[necesită citare]
- antinomie:[necesită citare]

- contradicție aparentă sau reală între două teze demonstrabile separat, în egală măsură; aporie, paradox;
- (la Kant) contradicție la care ajunge rațiunea pură atunci cînd încearcă să explice lumea; conflict dialectic între teză și antiteză.
- antinomism - tendință de negare a legilor sau a legității.[necesită citare]
- antirealism - contestare, negare a realității obiective, a existenței, a legilor ei, a mijloacelor de a o cunoaște.[necesită citare]
- antisocial - care nu explică fenomenele de infrastructură prin cauze sociale.[necesită citare]
- antiștiințific -(despre manifestări, concepte, idei etc.) care este contrar principiilor științei, adevărului științific și progresului; care este în dezacord cu știința.[necesită citare]
- antitetic:[necesită citare]

- care conține sau care formează o antiteză; care folosește antiteza;
- care este contrar, opus; contradictoriu; care se opune principiului prim, enunțat în teză.
- antiteză:

- opoziție dialectică între două fenomene, noțiuni, idei, judecăți etc.;
- opoziție totală între două sau mai multe lucruri ori între două sau mai multe persoane;
- (la Kant) propoziție radical contrară tezei și formând, împreună cu aceasta, o antinomie;
- (la Hegel) al doilea moment al triadei teză-antiteză-sinteză, reprezentând schema dezvoltării dialectice a "ideii absolute" și care, împreună cu teza, duce la sinteză.
- antiumanism - orientare, concepție care neagă posibilitatea ființei umane de a se desăvârși, precum și demnitatea, valoarea acesteia.[necesită citare]
- antropocentrism - concepție idealistă potrivit căreia omul este centrul Universului, iar binele umanității, scopul final al tuturor lucrurilor.
- antropologie filozofică - ramura filozofiei care studiază natura, esența și condiția umană dintr-o perspectivă fundamentală, încercând să răspundă la întrebări privind semnificația și scopul existenței umane și cum se raportează omul la lume, la societate și la sine însuși, valorificând rezultate din discipline ca: psihologia, etnografia, sociologia, lingvistica etc.[1]
- antropologism - concepție materialistă care consideră omul (în mod abstract) numai ca pe o ființă naturală, independentă de condițiile social-istorice în care se dezvoltă.[necesită citare]
- antropomorfism - concepție potrivit căreia se atribuie unor lucruri sau unor fenomene ale naturii forme, însușiri și sentimente omenești.
- antropozofie -doctrină ce afirmă existența unei lumi spirituale la care omul poate accede prin revelație.
- apagogic, raționament, argument sau demonstrație ~ -  demonstrație indirectă care constă în dovedirea adevărului unei afirmații prin demonstrarea, argumentarea, dovedirea absurdității contrariului; sinonime: reducere la absurd, argumentum ad absurdum, apagogie.
- apagogie - vezi apagogic.[necesită citare]
- aparat științific - totalitatea mijloacelor de cercetare într-o muncă științifică.[necesită citare]
- apatie - ideal moral la cinici, stoici și epicurei de perfecțiune contemplativă a spiritului la care se ajunge prin exercițiul virtuții, care determină libertatea interioară înțeleasă ca indiferență față de pasiunile și emoțiile umane, de plăcerile sensibile și de evenimentele externe în general.
- apeiron - (în concepția lui Anaximandru) principiul, elementul primar și cauza materială a lucrurilor, materia indeterminată și infinită, din care s-au dezvoltat, treptat, cele patru elemente determinante (aerul, apa, focul și pământul).
- apel la ignoranță - vezi argumentul ignoranței.
- apelul la autoritate - eroare logică bazată pe ceea ce spune un individ despre o afirmație, fără ca acesta să aibă expertiză în acest domeniu, dar are în alte domenii care nu au legătură cu afirmația; alte denumiri: argument din autoritate, argumentum ad verecundiam.
- apelul la majoritate - vezi argumentum ad populum.[necesită citare]
- apelul la număr - vezi argumentum ad populum.[necesită citare]
- apelul la repetiție - vezi argumentum ad nauseam.[necesită citare]
- apercepție:[necesită citare]

- conștiința de sine sau a trăirilor lăuntrice care desemnează conștiința lumii exterioare (în contrast cu percepția);
- termen introdus de Leibniz care descrie integrarea percepției în experiența cognitivă anterioară.
- apocatastază - (în stoicism) reconstituirea lumii, în toate detaliile ei, după distrugerea totală.[necesită citare]
- apodictic:[necesită citare]

- termen folosit în logica lui Aristotel despre raționamente, judecăți, demonstrații etc. și care exprimă raporturi și legături necesare între fenomene;
- (prin extensie) care nu admite opoziție sau replică; indiscutabil, categoric, incontestabil.
- apofantic - (în logică) care subliniază existența unui raport printr-o afirmație sau printr-o negație.[necesită citare]
- apolinic - care este orientat spre ordine, măsură și armonie, caracterizat printr-o contemplare senină, detașată; lucid, rațional; vezi și dionisiac.
- apologetică - sistem preconceput, de apărare sau de justificare neîntemeiată a unei idei, a unei doctrine, pseudoștiințe etc.
- apologie:

- (în filozofia greacă clasică) discurs ținut de un condamnat în apărarea sa; exemplu: apologia lui Socrate;
- elogierea unei persoane, a unei idei, a unei doctrine etc; panegiric;
- laudă entuziastă (și adesea exagerată) adusă unei persoane, unei idei etc.
- aporem - raționament dialectic care conduce la contradicție.[necesită citare]
- aporetic:[necesită citare]

- care are aspectul unei aporii, care aparține unei aporii; de aporie, care se referă la aporie; exemplu: raționament aporetic;
- discipol al filozofului sceptic Piron.
- aporetică - metodă de a descoperi contradicțiile și dificultățile teoretice în scopul stabilirii adevărului sau al argumentării unui dubiu agnostic.[necesită citare]
- aporie:

- (în filozofia greacă clasică) problemă insolubilă sau contradicție de raționament, provocată de faptul că două raționamente contrare sînt la fel de valabile; imposibilitate de a decide între două argumentări contradictorii.
- care pune întrebări sau ridică obiecții, fără ca neapărat să ofere un răspuns.
- îndoială, neîncredere, nesiguranță, incertitudine; dificultate, ezitare, șovăire.
- aporiile lui Zenon - argumente formulate de filozoful grec Zenon împotriva ideii evidente a existenței mișcării, pe baza conceperii acesteia ca succesiune de momente discontinue.

- a posteriori:

- care exprimă faptul că adevărul sau falsitatea pot fi cunoscute prin referire la experiență;
- bazat pe experiență, în urma experienței senzoriale concrete.
- aposteriorism - teorie, concepție conform căreia toate cunoștințele se obțin prin experiența individuală din timpul vieții; vezi și apriorism.[necesită citare]
- a priori - expresie latină care semnifică "înaintea oricăror fapte", "inaintea oricărei experiențe".[necesită citare]
- aprioric:[necesită citare]

- ( la Descartes, Leibniz și Kant; despre cunoștințe) care este anterior oricărei experiențe; independent de experiență, bazat numai pe rațiune;
- (la Kant) transcendental.
- apriorism:[necesită citare]

-  (în opoziție cu empirism și relativism; la Kant și la discipolii acestuia) concepție filosofică potrivit căreia intelectul este înzestrat cu idei înnăscute, existînd posibilitatea unei cunoașteri generale, independente de experiență; transcendentalism; vezi și aposteriorism;
- denumire a oricărei filozofii întemeiate pe principii, dogme sau idei preconcepute, imuabile, și nu pe experiență.
- arbitru - putere de hotărâre proprie omului; vezi și liber arbitru.[necesită citare]
- arbore enciclopedic - tablou în care cunoștințele omenești din diferite domenii sînt reprezentate sub formă de arbore.[necesită citare]
- arborele lui Porfir - schemă a diviziunii sugerată în Isagoga filosofului neoplatonician din Școala din Alexandria, Porfir, care pornește, prin diviziune dihotomică, de la genul suprem (substanța) și ajunge la infima specie și la indivizi.[necesită citare]
- argument - cunoștință care servește ca premisă pentru întemeierea sau respingerea altei cunoștințe sau a unei teorii.

- argument circular - eroare logică în care propoziția de demonstrat este deja afirmată implicit sau explicit în una din premise; alte denumiri: cerc vicios, circulus in probando, petitio principii.
- argument cosmologic - încercare de a dovedi o ultimă jusitficare a Universului, divinitatea fiind considerată o primă cauză.
- argument din autoritate - vezi apelul la autoritate.
- argument împotriva omului - vezi argumentum ad hominem.
- argument la persoană - vezi argumentum ad hominem.
- argumentul ignoranței - eroare logică în care se afirmă că premisa este adevărată doar pentru că nu a fost demonstrată falsă sau că premisa este falsă doar pentru că nu a fost demonstrată adevărată; alte denumiri: argumentum ad ignorantiam, apel la ignoranță.
- argumentul îndoielii -raționament formulat de către Descartes, în vederea așezării cunoașterii pe baze sigure.
- argumentul ontologic - (introdus de Anselm de Canterbury, preluat apoi de Descartes) încercare de a se ajunge la ideea existenței lui Dumnezeu.
- argumentul Zilei Judecății - argument probabilistic care pretinde a prezice numărul de viitori membri ai speciei umane pe baza estimării numărului total de oameni născuți până în prezent.

- argumentare - raționament sau, în general, orice probă menită să dovedească sau să respingă ceva.[necesită citare]

- argumentare formală - ramură a filozofiei care se concentrează pe identificarea și evaluarea argumentelor bazate pe reguli logice riguroase și deducții valide pentru a ajunge la concluzii, deci pe utilizarea argumentelor bazate pe deducții și premise logice pentru a ajunge la concluzii bine fundamentate.
- argumentare informală - ramură a filozofiei care se concentrează pe modul în care argumentele sunt utilizate în comunicarea de zi cu zi, în afara contextului formal al logicii și argumentării deductive.

- argumentum ad absurdum - vezi apagogic.
- argumentum ad hominem - ripostare, la un argument sau la o afirmație despre un fapt, prin atac la persoana care a prezentat argumentul sau a făcut afirmația, în loc să se furnizeze o dovadă contra afirmației; alte denumiri: argument la persoană, argument împotriva omului.[necesită citare]
- argumentum ad ignorantiam - vezi argumentul ignoranței.[necesită citare]
- argumentum ad infinitum - vezi argumentum ad nauseam.[necesită citare]
- argumentum ad nauseam - argument prezentat în repetate rânduri (posibil de diferite persoane) până la punctul în care nimeni nu mai este interesat să-l mai discute; alte denumiri: apelul la repetiție sau argumentum ad infinitum.
- argumentum ad numerum - vezi argumentum ad populum.
- argumentum ad populum - eroare logică ce conclude că o propoziție este adevărată deoarece foarte multă lume crede că este adevărată; alte denumiri: apelul la majoritate, tirania majorității, argumentum ad numerum, apelul la număr, consensus gentium.
- argumentum ad verecundiam - vezi apelul la autoritate.
- arguție - argumentare sofistică bazată pe fapte nesemnificative sau nesigure; subtilitate exagerată în argumentare. [necesită citare]
- arhetip:

- model originar care stă la baza unui mit, a unei legende sau a unei lucrări;
- (la Platon) tip, model originar, ideal al obiectelor sensibile considerate cópii imperfecte ale acestuia.
- arheu - esență a tuturor fenomenelor, prototip al tuturor ființelor și lucrurilor; forță vitală; principiu.
- aristotelism:

- concepția filosofică a lui Aristotel care susține că generalul există în lucrurile individuale, că esența există în obiecte și că lucrurile materiale concrete percepute prin simțuri sunt adevărate „substanțe", realități primordiale și independente;
- răspândirea și studiul doctrinei aristotelice, adoptarea, practicarea deliberată (și pervertirea) acestei doctrine de diferite grupuri;
- (termen generic desemnând) gândirea filozofilor și școlilor filozofice care s-au ocupat cu studierea lucrărilor lui Aristotel, preluând în întregime sau în parte tezele, metodele de gândire ale acestuia.
- armonie prestabilită - (la Leibniz) concordanță între trup și suflet sau între toate monadele existente în lume, care nu rezultă din acțiunea uneia asupra celeilalte, ci din dezvoltarea lor paralelă, dinainte stabilită de divinitate.[necesită citare]
- asertiv (sau asertoric) - (despre propoziții, judecăți) care are caracterul unei aserțiuni; care exprimă constatarea unei situații.[necesită citare]
- aserțiune - enunț (afirmativ sau negativ) care este dat ca adevărat.[necesită citare]
- asilogistic - care nu poate fi exprimat sub formă de silogism.[necesită citare]
- asociaționism - curent filozofic idealist, care de pe o poziție exclusiv analitică și statică, consideră psihicul ca o asociere mecanică de senzații, neglijând rolul activ al conștiinței.
- ataraxie - (în filozofia greacă clasică) stare de liniște, de seninătate sufletească, de renunțare la orice sentimente și pasiuni sau dominare a pasiunilor, care are drept rezultat indiferența față de lume, considerată drept ideal uman; calea spre fericire, spre binele suprem.
- ateism - concepție despre lume care, bazată pe cunoașterea științifică și pe interpretarea materialistă a fenomenelor naturii, neagă existența vreunei divinități și se opune teoriilor mistice religioase.
- atomism:

- doctrină filozofică, formulată încă din Antichitate de Leucip și Democrit, potrivit căreia materia este discontinuă (nu se poate diviza la infinit), fiind rezultatul unor combinații atomi (concepuți inițial ca particule ultime, indivizibile) în mișcare neîntreruptă;
- cercetare științifică sau concepție care reduce un ansamblu la elementele lui simple.
- atomism logic - filozofia expusă de Wittgenstein în Tractatus Logico-Philosophicus și de Russell într-un număr de articole scrise în aceeași perioadă conform căreia, pentru a asigura înțeles propozițiilor, acestea trebuie să fie compuse din unități fundamentale (atomice) referitoare la entități de bază ale căror relații alcătuiesc stările de lucruri din lumea nelingvistică.
- augustinism - totalitatea doctrinelor filozofice și teologice ale lui Augustin de Hipona, între care se disting cele privitoare la păcatul originar, grația divină, liberul arbitru, predestinarea.[necesită citare]
- austromarxism - curent politic apărut în interiorul social-democrației din Austria, în ultimul deceniu al secolului al XIX-lea și care, filozofic, se situează pe pozițiile idealismului neokantian.[necesită citare]
- autarhie - autosuficiență a gânditorului, pentru care virtutea și fericirea e atinsă prin eliberarea de pasiunile care îl leagă de lume și de ceilalți.
- automișcare - mișcare care își are cauza în însuși obiectul care se mișcă; (stare de) mișcare, dezvoltare neîntreruptă, continuă a naturii și a componentelor societății, cauzată de contradicțiile interne.[necesită citare]
- autonomie de voință - în filozofia lui Kant, ideea că omul trebuie să-și acționeze voința în conformitate cu legile morale universale, care sunt definite de rațiune și nu de dorințele sau interesele sale personale.
- autoorganizare:[necesită citare]

- organizare a unei structuri, a unui organism etc, independentă de factori externi;
- caracteristică logică a sistemelor evolutive (biologice, psihice, sociale) de a-și elabora noi forme de organizare, noi metode sau structuri interne.
- auto-reflecție - procesul de analiză și examinare a propriilor gânduri, acțiuni, emoții și experiențe; este o formă de introspecție care implică contemplarea profundă a propriului sine și a aspectelor interioare ale ființei umane.[necesită citare]
- autotelic - care își are scopul în sine; cu finalitate lăuntrică, imanentă.[necesită citare]
- averoism - curent în filozofia medievală occidentală, având la bază învățătura lui Averroes, care susținea că materia și mișcarea sînt veșnice și că nu au fost create, negând nemurirea sufletului și viața de apoi.[necesită citare]
- avocat al diavolului - metodă de dezbatere sau argumentare, în care o persoană își asumă rolul de a prezenta și apăra un punct de vedere opus sau contrar propriei opinii sau a opiniei majoritare și aceasta pentru o înțelegere mai profundă și mai bine fundamentată a subiectului discutat.
- axiologia artei -  perspectivă specifică asupra artei (alături de cea ontologică, gnoseologică sau sociologică) care pune în centrul ei valoarea operei.[necesită citare]
- axiologie - disciplină filozofică ce se ocupă cu studiul sistematic al originilor, esenței, clasificării, ierarhizării și funcției sociale a valorilor; teoria generală a valorilor.
- axiomă:

- adevăr general acceptat fără demonstrație deoarece se impune gândirii ca evident;
- fiecare dintre propozițiile prime pe baza cărora se formulează o demonstrație științifică.

## B
- Baden - școală filozofică din cadrul neokantianismului, ai cărei reprezentanți - Wilhelm Windelband, Heinrich Rickert, Emil Lask, Bruno Bauch - au susținut un punct de vedere normativist în logică, teoria cunoașterii, filozofia valorilor și a culturii.
- bază - ceea ce formează temeiul, fundamentul a ceva.
- behaviorism - concepție psihologică, elaborată inițial de John B. Watson (1913) și dezvoltată de F. Ch. Tolman și G. H. Mead care consideră că obiectul psihologiei trebuie să se reducă la studiul exclusiv al comportamentului exterior, eliminându-se conștiința.
- bergsonism - doctrina filozofică a lui Henri Bergson, a cărei categorie centrală este „durata" și care susține că adevărul nu este accesibil cunoașterii științifice, gândirii logice, ci numai intuiției.
- berkeleism - sistem filosofic antiștiințific care susține că însușirile lucrurilor și înseși lucrurile nu sînt decât senzații ale omului, cauza acestor senzații fiind divinitatea.
- bias cognitiv⁠(d) - problemă epistemologică, care se referă la modul de cunoașterere și la limitările care există în această privință și, în particular, la distorsiunile din procesul de gândire, care pot afecta modul în care este percepută realitatea.
- bine:

1. (în etică) categorie fundamentală, exprimând în forma cea mai generală, împreună cu categoria opusă, a răului, opoziția dintre moral și imoral, dintre ceea ce corespunde și ceea ce nu corespunde cerințelor sociale, în planul interrelațiilor umane și al raporturilor individ-grup, individ-societate etc.
2. (în sens ontologic) expresie a emanației divine, creatoare, nonexistența, materia, în ontologia neoplatoniciana și în mistică.

- biologism - curent filozofic frecvent în sociologia sfârșitului secolului al XIX-lea și începutul de secolului al XX-lea, înclinat să considere societatea, prin esența și structura sa, ca fiind o simplă continuare a biologiei, un organism biologic ale cărei funcții sunt îndeplinite de instituțiile sociale, prin analogie cu organele oricărui alt organism natural.
- biosociologie - concepție neștiințifică asupra societății, care explică viața socială și politica în primul rând prin factorii biologici, reduși de obicei la elementul "rasă".
- Brahman

1. ( în sanscrită, absolutul) nume dat  în brahmanism și hinduism spiritului suprem universal considerat ca fiind realitatea ultima, necreata, incorporală, indivizibilă, existență prin sine și în mod absolut.
2. membru al castei preoțești a religiilor brahmane și hinduiste.

- budism -  una dintre principalele religii, întemeiată în India, în sec. 6-5 i.e.n., de legendarul Buddha (Siddhartha Gautama sau Sakya-Muni). Viziunea filozofică pesimistă a budismului este concentrată în cele patru adevăruri sfinte referitoare la : 1 existența suferinței 2.cauza suferinței (dorințele neîmplinite, căutarea plăcerilor care determină lanțul reîncarnărilor succesive purificatoare 3. încetarea suferinței 4.cele opt nobile căi care duc la încetarea suferinței (ideile drepte, intențiile drepte, cuvântul drept, acțiunea dreaptă, viața dreaptă, efortul drept, atenția dreaptă și meditația dreaptă).
- bun - (în opoziție cu rău) care are însușiri pozitive, calități morale, care are un comportament conform cu conveniențele sociale, care are binele ca normă și ca scop.

## C
- cale:

- direcție luată de o dezvoltare, de o acțiune, de o mișcare; linie;
- metodă, mijloc, modalitate, procedeu utilizate pentru a ajunge la un scop, la un rezultat.
- mod de viață, mai ales din punct de vedere moral;
- evoluția spirituală pe care o persoană trebuie să o parcurgă către divinitate, către o aspirație.
- calimetrie - știința măsurării și estimării cât mai exacte a calității.
- calitate - categorie filozofică desemnând totalitatea însușirilor și laturilor esențiale în virtutea cărora un lucru, un fenomen, un proces din natură sau din societate este ceea ce este, deosebindu-se de celelalte lucruri, fenomene, procese.
- cantitate:

- categorie filozofică referitoare la unul din modurile de existență ale materiei, care indică aspectul măsurabil din punctul de vedere al numărului, greutății, dimensiunilor (în spațiu și timp), al concentrației în care există sau se manifestă obiectele și fenomenele;
- proprietate care poate fi reprezentată printr-un număr obținut dintr-o măsurare sau numărare;
- (în logică) criteriu de clasificare a judecăților de predicație după sfera subiectului.
- caracter:

- trăsături psihice, morale care definesc un individ și se reflectă în modul de comportare, în ideile și în acțiunile acestuia;
- trăsătură distinctivă a unei ființe, a unui lucru sau fenomen; calitate ori stare proprie, care deosebește, care dă originalitate.
- caracteristică - însușire specifică predominantă, proprie unei ființe, unui lucru, unui fenomen etc. și care diferențiază o ființă de alta, un lucru de altul.
- cartezianism - doctrina filozofului francez Descartes și a adepților acestuia, potrivit căreia la baza cunoașterii stau rațiunea și principiul îndoielii metodice⁠(d).
- catalepsie - (la stoici) adevăr care trebuie acceptat datorită evidenței sale.
- categorematic -  (despre termeni) care are o semnificație prin el însuși.
- categoremă - (în sistemul lui Aristotel) noțiune universală care se referă la modurile generale potrivit cărora un lucru poate fi enunțat în legătură cu un altul.
- categorie:

- noțiune fundamentală, de maximă generalitate, care exprimă proprietățile și relațiile esențiale și generale ale obiectelor și fenomenelor realității;
- termen folosit pentru a exprima modalități ale existenței sau funcției intelectului uman (substanță, relație, cauză etc);
- clasă de obiecte, de ființe, de fenomene etc. de același fel sau asemănătoare între ele, gen, soi, specie, varietate.
- catehism -  (sens figurat) lucrare în care se expune riguros esența unei doctrine, a unei concepții.
- catharsis - acțiune purificatoare pe care (după Aristotel) o are tragedia asupra spiritului.
- causa sui - termen este folosit pentru a descrie ceva ce este cauza propriei sale existențe sau pentru a se referi la ceva ce își are originea în sine însuși.
- cauzalism - concepție filozofică bazată pe cauzalitate.
- cauzalitate - relație complexă, obiectivă, necesară și universală, care exprimă un proces de generare, de o anumită durată, în cursul căruia are loc, de regulă, schimbarea unei stări sau structuri, reprezentând una dintre principalele forme de interacțiune și conexiune, aceea dintre cauză și efect și, totodată, un moment esențial al cunoașterii științifice; raport obiectiv între cauză și efect; relație cauzală; vezi și legea cauzalității.

- cauzalitate agentă - concept care se referă la ideea că agenții (persoane sau entități cu voință) pot fi cauze directe ale acțiunilor lor; aceasta se deosebește de cauzalitatea evenimențială, care presupune că evenimentele sunt cauzate de alte evenimente.
- cauzalitatea evenimențială - vezi cauzalitate agentă.
- cauzalitate inelară - vezi feedback.

- cauză:

- fenomen sau complex de fenomene care precedă și, în condiții determinate, provoacă apariția altui fenomen, denumit efect, căruia îi servește ca punct de plecare;
- problemă socială care interesează o colectivitate largă de oameni și pentru a cărei apărare și punere în valoare se duce o luptă susținută.
- cazualism - concepție conform căreia dezvoltarea lumii și ordinea în care se succed evenimentele se datoresc hazardului.
- cazualitate - starea sau însușirea a ceea ce are un caracter întâmplător, care depinde de împrejurări, este accidental.
- cazuistică:

- parte a teologiei scolastice medievale care urmărește să rezolve cazurile de conștiință printr-un sistem de norme etice abstracte și prin subtilități logice;
- justificare a unor practici imorale prin subtilități logice; argumentare subtilă și abilă a unor teze false sau îndoielnice;
- ansamblu de investigații, studii, practici care au la bază cazuri particulare.
- cearta universaliilor - vezi disputa universaliilor.
- cercetare - proces prin care se obțin cunoștințe noi utilizând o bază de cunoștințe organizată în acest sens și care nu conține informația nouă.
- cerc vicios - vezi argument circular.
- cerebralism - raționalism exagerat.
- chietism - concepție care consideră pasivitatea contemplativă ca ideal al vieții.
- chintesență:

- ceea ce este esențial, fundamental într-un lucru, într-o concepție, într-o teorie etc.;
- (în cosmogonia antică) principiu material al lumii, atribut al eterului, considerat drept al cincilea element material al lumii (alături de pământ, apă, aer și foc), cel mai subtil, din care sunt alcătuite corpurile cerești.
- chosism - vezi șozism.
- ciclu:

- succesiune de fenomene, stări, operații, manifestări etc. realizate într-un anumit interval de timp și care epuizează, în ansamblu, evoluția unui proces repetabil;
- totalitatea fenomenelor, faptelor, acțiunilor etc. legate între ele.
- cinetism - concepție filozofică prin care toate fenomenele sunt reduse la mișcare fizică; vezi și mecanicism.
- cinism - doctrină filosofică socratică, întemeiată la Atena, în secolul al IV-lea î.Hr., care nu recunoștea normele sociale existente și propovăduia o viață simplă și întoarcerea la natură.
- circulație - râspândire (a unor idei, știri, zvonuri etc).
- circulus in probando - vezi argument circular.
- cirenaică, Școala ~ - curent filozofic din Grecia antică ce sustinea ca scopul esențial al vieții ar fi cultivarea rațională a plăcerilor (hedonismul).
- clasă - grup (mare) de obiecte, de elemente, de ființe, de fenomene care au însușiri comune; vezi și categorie.
- clasificare - operație logică prin care obiectele sunt ordonate și grupate, după anumite criterii, în diferite clase; a jucat un rol important în istoria științelor (în special în secolul al XVIII-lea), contribuind la sistematizarea cunoștințelor (clasificarea științifică) și la definirea noțiunilor și a categoriilor.
- clinamen
- coerență - calitatea sau starea unei teorii sau abordări, în care ideile, argumentele sau afirmațiile sunt logice, armonioase și consistente între ele.
- cogniție
- comunism
- comunitarism
- concept - idee abstractă sau o noțiune generală care reprezintă o categorie de obiecte, evenimente sau idei care au caracteristici comune; conceptele sunt utilizate pentru a organiza, clasifica și înțelege lumea.
- condiția umană - concept care abordează probleme filozofice precum natura umană, liberul arbitru, existența și sensul vieții, relațiile sociale și istoria umană; de asemenea, se referă la experiența umană în lume și la modul în care oamenii își construiesc sensul și identitatea în raport cu aceasta.
- conexiune inversă - vezi feedback.
- conflict:

- ciocnire materială, morală sau de idei cu caracter violent; situație controversată; stare de ostilitate; divergență.
- etapă de maximă acutizare a contradicțiilor antagoniste în evoluția acestora.
- conjectură - în epistemologie, ipoteză sau o afirmație propusă, care încă nu a fost confirmată empiric, dar care poate servi drept punct de plecare pentru investigație, experimentare și testare.[necesită citare]
- consecinționism
- conștientizare - procesul de devenire conștientă sau de realizare a unor aspecte, idei sau realități; este asociat cu conceptul de introspecție sau auto-reflecție.
- contract social
- contractualism
- contradicție - categorie care exprimă starea lăuntrică a tuturor obiectelor și proceselor (corelația de unitate, legătura, coexistența și lupta laturilor, proprietăților și tendințelor contrare, proprii fiecărui obiect sau proces), constituind conținutul, motorul dezvoltării, cauza tuturor schimbărilor din Univers, a evoluției de la inferior la superior.
- contradicție antagonică - contradicție care constituie conținutul procesului de dezvoltare și care nu se rezolvă decît prin distrugerea elementului vechi în favoarea celui nou.
- controversă - discuție în contradictoriu asupra unei probleme importante din știință, politică, religie etc.
- conținut:

- totalitatea notelor esențiale ale unei noțiuni, determinată în raport cu sfera acesteia; comprehensiune;
-  totalitatea elementelor constitutive esențiale care caracterizează și condiționează existența și schimbarea unui obiect sau fenomen.
- cosmopolitism - perspectivă care subliniază identitatea și responsabilitatea individului la nivel global sau universal, în loc de limitarea acestora la o comunitate locală sau națională și care cuprinde aspectele: cetățenie globală, universalism moral, responsabilitate globală, deschidere față de diversitate, mobilitate și conectivitate globală.
- credință:

- acceptare a unei afirmații sau a unei teorii, fără a fi neapărat susținută de dovezi sau argumente solide.
- credință religioasă.
- criteriu -
- critică - analiză riguroasă, rațională și sistematică a unor concepte, idei, teorii sau practici, cu scopul de a le evalua validitatea, coerența și implicațiile și care nu se limitează la simpla contestare, ci urmărește să clarifice, să îmbunătățească sau să ofere perspective alternative asupra subiectului analizat.
- curent filozofic - sumă de idei împărtășite de unul sau mai mulți gânditori ai unei școli filozofice.

## D
- daimon - termen utilizat în filozofia elenistică⁠(en)[traduceți] pentru a personifica: neliniștea, dorința, pasiunea.
- daoism - (sau taoism) una dintre marile filozofii și tradiții spirituale chineze (alături de confucianism), care se concentrează pe urmărirea armoniei cu "Dao" (sau "Tao"), un concept fundamental care indică calea naturală sau principiul care guvernează universul.
- dao - (sau tao) concept de bază al filozofiei daoiste, cu semnificația "cale", "drum", "curs" sau "ordine" și care joacă un rol important în înțelegerea naturii universului, a vieții umane și a relațiilor interumane.
- datorie
- deconstrucție - concept dezvoltat de Jacques Derrida, care este o abordare critică a interpretării textelor, a gândirii și a discursului în general și care consideră că limbajul și conceptele utilizate pentru comunicare sunt instabile și pline de contradicții, ceea ce face ca sensul să nu fie niciodată stabil sau definitiv.
- definiție:

- operație de determinare a însușirilor proprii unui lucru, unei noțiuni etc.; enunțul prin care se exprimă această operație;
- procedeu conceptual servind la introducerea unui simbol nou într-un limbaj formalizat sau la specificarea semnificației unei expresii;
- în filozofia lui Aristotel, determinare a naturii sau a esenței unei specii prin indicarea genului care o cuprinde (gen proxim) și a diferenței specifice prin care se delimitează de celelalte specii.
- definiție circulară - mod vicios de formulare a conținutului unei noțiuni prin folosirea autoreferirii, termenul care urmează să fie descris fiind conținut chiar în definiție.

- demiurg
- democrație
- determinism
- diacronic
- dicotomie (sau dihotomie):

- împărțire a unei noțiuni în alte două noțiuni, care epuizează întreaga sferă a noțiunii împărțite;
- diviziune în două părți a unui concept, fără ca acesta să-și piardă înțelesul inițial.
- dihotomie - vezi dicotomie.
- dilema prizonierului
- dionisiac - care are o atitudine afectivă ce exprimă impulsurile iraționale, pasionale ale vieții; vezi și apolinic.
- disputa universaliilor - polemică în jurul naturii noțiunilor generale care a determinat divizarea scolasticii în trei curente: realismul, nominalismul și conceptualismul; altă denumire: cearta universaliilor.
- divergență - deosebire, opoziție de opinii, păreri, concepții etc.
- dovadă - argument, raționament sau set de premise care justifică o anumită afirmație sau concluzie; este un element esențial pentru a demonstra validitatea unei teze sau a unui punct de vedere.

- dovadă empirică - dovadă care provine din experiență sau observații directe ale lumii reale; este obținută prin intermediul simțurilor (precum vederea, auzul, etc.) pentru a susține sau a respinge ipoteze în științe empirice, precum fizica, chimia sau biologia.

- dreptate:

- principiu moral și juridic care cere să se dea fiecăruia ceea ce i se cuvine și să i se respecte drepturile; echitate; faptul de a recunoaște drepturile fiecăruia și de a acorda fiecăruia ceea ce i se cuvine;
- concept fundamental care poate fi abordat din perspective ca: echitate, respect pentru drepturile individuale, virtute morală, dreptate socială, utilitate.
- dreptate socială - concept cu valențe politice, care se referă la distribuirea corectă a resurselor și a beneficiilor într-o societate.

- Drepturile omului.
- dualism - doctrină care consideră ca principiu al existenței două elemente diferite și ireductibile, materia și spiritul.
- dualism cartezian
- durere

## E
- echilibru, teoria, ~lui - teorie mecanicistă și metafizică ce extinde acțiunea legii mecanice a echilibrului asupra tuturor fenomenelor naturii și societății.
- echivoc
- efect de bulgăre de zăpadă - vezi efect de domino.
- efect de domino - formă de cauzalitate secvențială sau de cauzalitate în lanț, unde un eveniment (cauza inițială) creează o succesiune de efecte interdependente, fiecare acționând ca o cauză pentru următorul (cum este reacția în lanț); sinonime: efect de bulgăre de zăpadă⁠(d), efect în cascadă; vezi și feedback pozitiv, efectul fluturelui.
- efect în cascadă - vezi efect de domino.
- efectul fluturelui - în filosofia cauzalității și în teoria haosului, ideea că o mică cauză (condiție inițială) poate produce efecte semnificative și imprevizibile într-un sistem determinist⁠(d) complex, sensibil la variații mici; vezi și efect de domino.
- egalitate
- egoism -
- eliminativism
- empatie - capacitatea de a înțelege și a împărtăși trăirile, emoțiile și perspectivele altor persoane, element esențial în etică și moralitate.
- empiric -
- empiriocriticism - curent filozofic pozitivist care rupea experiența, de materie și concepea lumea ca un simplu complex de senzații, negând existența obiectivă a realității lumii; sinonim: machism.
- empiriomonism - variantă a empiriocriticismului, creată de Aleksander Bogdanov, potrivit căreia realitatea fizică nu ar fi decât „experiența socialmente organizată a omenirii”.
- empirism:

- teorie epistemiologică potrivit căreia informația autentică despre lume trebuie obținută prin mijloace a posteriori, astfel încât nimic nu poate fi gândit fără să fi fost mai întâi perceput;
- utilizarere exclusivă a experienței într-un domeniu oarecare de activitate, subapreciind rolul teoriei sau al abstractizării științifice.
- empirism logic - variantă a neopozitivismului care admite numai enunțurile logice verificabile în mod nemijlocit prin percepțiile fiecărui subiect în parte.

- entitate - lucru, ființă, concept sau fenomen care are o existență distinctă, separată, care poate fi și una imaterială.
- entropie - mărime care indică gradul de organizare a unui sistem.
- epistemologie - domeniu al filozofiei care se ocupă de studiul cunoașterii umane, inclusiv de natura și limitările acesteia și care a influențat multe alte domenii, cum ar fi știința, matematica și logica.
- eroarea pariorului⁠(en)[traduceți] - eroare logică conform căreia evenimentele independente, aleatorii, ar putea fi influențate unul de celălalt.
- escatologie -
- esență:

- termen care se referă la caracteristicile fundamentale și definitorii ale unui lucru, acele atribute care îl fac să fie ceea ce este și fără de care nu ar putea exista ca acel tip de entitate;
- natura profundă și invariabilă a unui obiect, concept sau fenomen, distingându-l de alte entități.
- esențialism - concepție conform căreia toate lucrurile au o esență intrinsecă, imuabilă și definitorie, care le conferă identitate.
- etică -
- etică a virtuții -
- etică seculară - sistem de principii și valori morale care nu se bazează pe religie, ci pe rațiune, experiență umană și norme sociale și care utilizează argumente raționale, științifice și filozofice, fără a apela la dogme religioase.
- eudemonism - doctrină morală (opusă hedonismului) care consideră că scopul conduitei și activității umane este fericirea.
- eul:

- ceea ce constituie individualitatea, personalitatea cuiva;
- conștiință care reflectă lumea exterioară și propria existență; vezi și obiect.
- euristică - metodă de studiu și de cercetare bazată pe descoperirea unor fapte noi; arta de a duce o dispută cu scopul de a descoperi adevărul.

- euristica disponibilității - tendința de a presupune că un eveniment sau un lucru este cu atât mai frecvent cu că îl putem evoca mai ușor din memorie.
- euristica reprezentativității - tendința de a presupune că, dacă ceva seamănă cu un membru al unei anumite categorii, acel ceva face parte din categoria respectivă, indiferent de datele statistice aflate la îndemână.

- excepția confirmă regula (sau probează/întărește regula) - adagiu din dreptul roman care sugerează că realitatea este prea bogată și contradictorie pentru ca să poată fi supusă unor catalogări sau încadrată în formule rigide; altă formulare: nici o regulă fără excepție.
- existențialism - curent filozofic contemporan care propagă o concepție tragică asupra existenței, generată de sentimentul înstrăinării individului și care preconizează utopic dobândirea libertății, prin desprinderea de relațiile social-istorice concrete.
- experiență
- explicație
- expresivism

## F
- fabricitate - capacitate a omului de a crea, de a produce bunuri.
- factor - element, condiție, împrejurare care determină apariția unui proces, a unei acțiuni, a unui fenomen.
- failibilism -  teorie prezentată de Peirce, potrivit căreia cercetarea e o activitate generată de o stare de disconfort și care țintește să ajungă la o stare de calm prin găsirea răspunsului corect la o întrebare.
- falsidie - care spune ce e fals, cuvânt creat de filozofi ca opus al lui veridic.
- falsificare - a falsifica înseamnă a arată sau demonstra falsitatea. În sensul său filozofic, ca deosebit de sensul curent, cuvântul falsificare desemnează exact opusul verificării.
- fantoma din mașină (engleză: ghost in the machine) - sintagmă introdusă de Gilbert Ryle în cartea The Concept of Mind (1979) pentru a caracteriza teza lui Descartes că, în timp ce corpul omenesc poate fi considerat drept o mașină foarte subtilă și complicată, el devine o persoană numai atunci când i se alătura un suflet incorporal.
- fatalism -  doctrina că ceea ce urmează să se întâmple se va întâmpla, nimic din ceea ce noi facem sau nu facem neputând să schimbe mersul lucrurilor.
- fbf - abreviere standard pentru formulă bine-formată. Se subînțelege că o asemenea formulă e un șir de simboluri dintr-un limbaj formal și că a spune despre ea că este o formulă bine-formată înseamnă a spune că a fost construită în conformitate cu regulile de formare ale acelui limbaj.
- fbf atomică - fbf care nu cuprinde nici un operator logic.
- feedback - efect retroactiv care se manifestă la nivelul a diferite sisteme (biologice, tehnice etc.) în scopul menținerii stabilității și echilibrului lor față de influențe exterioare; alte denumiri: retroacțiune inversă, conexiune inversă, cauzalitate inelară, lanț cauzal închis.
- feminism
- fenomen - obiect sau eveniment perceput prin simțuri:

1. (în filozofia greaca) aparență sensibilă, în contrast cu obiectul real aprehendat prin intelect
2. (la Kant) obiectul interpretat prin categorii în contrast cu noumenul.

- fenomenalism - un mod de analiză a propozițiilor despre obiecte fizice. El respinge ideea existenței unor obiecte pe veci imperceptabil, ascunse de vălul aparenței, reducând orice discurs despre lucruri percepute sau perceptabile la un discurs despre experiențe personale actuale sau posibile.
- fenomenologie:

- studiu descriptiv al unui ansamblu de fenomene, așa cum se manifestă acestea în timp și spațiu;
- (la Hegel) descrierea istoriei spirituale a conștiinței, care se ridică de la certitudinea senzorială la „stiință absolută”;
- curent filozofic idealist, întemeiat de Husserl, care reduce „obiectul” la „fenomen”, considerat ca esență de ordin spiritual și ca dat ultim și nemijlocit al conștiintei, independent de existența obiectivă și de experiența senzorială.
- ficțiune logică - obiect ce este doar în aparență invocat de o propoziție. De exemplu, dacă o propoziție ca Există posibilitatea să plouă este reprezentată prin E posibil să plouă, se zice că s-a arătat că posibilitatea e o ficțiune logică.
- fideism - concepția, recurentă în istoria religiei, că doctrinele religioase esențiale nu pot fi stabilite prin mijloace raționale, fiind acceptate - dacă sunt acceptate - doar ca acte de credință.
- fides quaerens intelletum (expresia latină insemnanad intelect ce caută credința) - deviza formulată de Sf. Augustin pentru a caracteriza strădaniile intelectuale ale creștinului.
- ființă - concept care se referă la existența în cel mai general și fundamental sens, care desemnează faptul că ceva există sau este, indiferent de natura sau modul în care există; cea mai generală proprietate a oricărei realități, formând obiectul cercetării metafizice.
- filiație - legătură între lucruri, întâmplări, fenomene etc. care derivă unul din celălalt.
- filistin - persoană mulțumită de sine, arogantă și mărginită, cu o concepție dogmatică despre lume și viață; vezi și mic-burghez.
- filozofia buddhistă - buddhismul este o religie inițial indiană, întemeiată în secolul al V-lea i.Hr. de Buddha.
- filozofia dreptului - ramura a filozofiei care explorează natura, esența și funcția dreptului, analizând relația dintre lege, morală și justiție; examinează întrebări fundamentale despre ce este dreptul, de ce există și cum ar trebui să fie aplicat, căutând să înțeleagă principiile normative care stau la baza reglementării comportamentului uman într-o societate.
- filozofia istoriei
- filosofia matematicii
- filozofia minții - ramură a filozofiei, legată de alte domenii ca: psihologia, neuroștiințe, inteligența artificială și epistemologia și care explorează natura minții, conștiinței, experienței subiective, precum și relația dintre minte și corp.
- filozofia religiei
- filozofia științei
- filozofie analitică - direcție în filozofia contemporană, răspândită mai ales în țările anglo-saxone, care consideră cercetarea filozofică drept o investigație științifică ce urmează criterii de rigoare și exactitate și se aplică mai ales studiului limbajului.
- filozofie lingvistică
- finitism - concepție asupra matematicii, care admite în domeniul acesteia numai obiecte (numere) ce pot fi construite într-un număr finit de pași.
- fizicalism - doctrina că toate propozițiile care asertează conținuturi factuale și existența reală pot fi formulate ca enunțuri despre obiecte și activități fizice public observabile.
- flux al conștiintei - (engleză stream of consciousness) sintagmă construită de psihologul William James spre a da o caracterizare vieții sufletești ca proces de gândire continuă.
- fond:

- conținutul, suma elementelor care constituie structura internă a unui lucru, apare ca esența lui și îi condiționează aspectul (vezi și formă);
- realitatea intimă, profundă a unui lucru.
- formalism

1. (în matematică) concepție avansată de D. Hilbert și discipolii săi, în care se susține că singurul fundament de care matematica are nevoie este formlizarea și demonstrația că sistemul e consistent.
2. (în etică și estetică) punerea accentului pe chestiuni privitoare la formă, în detrimentul conținutului. Termenul e folosit în genere de oponenții unor asemenea atitudini.

- formă - categorie care desemnează structura internă și externă a unui conținut, modul de organizare a elementelor din care se compune un obiect sau un proces (vezi și fond).
- formă logică - forma unui raționament exprimată într-o reprezentare simbolică a cărei structură învederează procedeul de raționare adoptat.
- forme ale conștiinței sociale - forme distincte ale vieții spirituale ale societății, care se deosebea: prin obiectul lor specific, prin funcția lor socială specifică și prin modul specific de reflectare a existenței sociale (filozofia, morala, arta, știința etc.).
- funcționalism
- fuzzi

## G
- gândire:

- procesul fundamental al rațiunii prin care mintea umană formează concepte, analizează idei, structurează argumente și reflectează asupra realității;
- activitate cognitivă prin care se generează cunoaștere, se evaluează adevărul și se construiesc perspective asupra lumii și care fi văzută ca un act al conștiinței (Descartes), o activitate logică și analitică (Aristotel), sau un proces dialectic (Hegel).
- gândire deziderativă - formă de raționament influențată de dorințe și preferințe subiective, în care adevărul unei afirmații este acceptat nu pe baza unor dovezi sau argumente raționale, ci pentru că este conform cu ceea ce individul își dorește să fie adevărat.

- gen proxim - primul termen relevant al unei definiții, cel mai apropiat ca sens de noțiunea de definit.
- general:

- categorie filozofică reflectând trăsăturile esențiale comune obiectelor dintr-o clasă;
- aspect care este comun tuturor (sau marii majorități a) ființelor sau obiectelor dintr-o anumită categorie.
- generozitate
- gnosticism
- granularitate - termen asociat cu ideea că lumea este alcătuită din entități sau elemente individuale fundamentale, iar înțelegerea acestei lumi presupune analiza și înțelegerea detaliată a acestor elemente fundamentale.

## H
- hedonism - concepție filozofică după care scopul vieții este plăcerea și care constituie o expresie a ideologiei aristocrației sclavagiste din Grecia antică; vezi și Cirenaică, Școala ~.
- hegemonie
- hegelianism
- hinduism
- holism⁠(en)[traduceți] - concepție care susține ireductibilitatea întregului la suma părților, în sensul că anumite caracteristici ale acestuia nu pot fi explicate în termenii proprietăților și relațiilor componentelor.
- homo faber
- homo homini lupus
- homosexualitate
- homuncul

## I
- iad:

- (în filozofia morală) consecință a acțiunilor rele sau neetice, unde indivizii suferă într-un mod sau altul pentru acțiunile lor;
- (în filozofia existențialistă) stare de neliniște, anxietate sau disperare în care se poate ajunge prin conștientizarea propriei vulnerabilități sau a condiției umane.
- idealism

- idealism absolut -
- idealism german - tradiție filozofică asociată lui Kant, Fichte, Schelling și Hegel, care susține că realitatea este în mod fundamental construită de spirit, iar cunoașterea este puternic influențată de percepțiile și conceptele individului.
- idealism obiectiv - aspect al idealismului care susține existența unei idei absolute, mistice, independente de conștiința omenească și prin a cărei dezvoltare ia naștere lumea materială.
- idealism transcendental

- idee
- identitate - faptul de a fi în fiecare moment dat un lucru determinat, identic cu sine însuși, ceea ce nu exclude existența contradicțiilor interne care determină starea de continuă schimbare și dezvoltare a lucrului respectiv.

- identitate personală - ansamblu de date prin care se identifică o persoană; specificul ființei sale care caracterizează și îl diferențiază de alți oameni.

- idiosincrasie - conceptul sau ideea că fiecare individ are propriile sale caracteristici distinctive, trăsături și moduri de gândire care îl fac unic și diferit de ceilalți.
- idoneism - curent filozofic relativist și neoraționalist care concepe filozofia ca un permanent dialog cu experiența.
- Iluminism
- imagine:

- reflectare senzorială în conștiință a unui obiect, a realității, sub forma unor percepții (cu ajutorul simțurilor) sau reprezentări;
- reflectare artistică a realității prin sunete, cuvinte, culori etc., în muzică, în literatură, în arte plastice etc.
- imperativ
- imuabil - (despre un obiect, concept sau fenomen) care este neschimbător, permanent sau invariabil în timp.
- individualism
- inducție - formă fundamentală de raționament (în opoziție cu deducție), care realizează trecerea de la particular la general, de la consecință la principiu, de la efect la cauză.
- inferență cauzală - (în epistemologie) procesul de identificare și înțelegere a relațiilor de cauzalitate dintre evenimente sau fenomene.
- infinitezimal
- infrastructură - cadru fundamental sau un set de condiții de bază necesare pentru ca viața socială, culturală și economică să aibă loc; include elemente abstracte sau concepte precum valori, etică, instituții sociale, tradiții, și chiar legi naturale sau principii fundamentale care guvernează existența și interacțiunile umane.
- instinct
- instrumentalism - concept în epistemologie și în filozofia științei potrivit căreia noțiunile, categoriile și teoriile științifice nu reflectă realitatea obiectivă, fiind numai niște instrumente pentru săvârșirea unor acțiuni utile individului.
- inteligență
- interpretare:

- redare, prin mijloace proprii, a unui anumit înțeles, o anumită semnificație unui lucru;
- operație prin care se precizează semnificația unei formule prin înlocuirea variabilelor din care este alcătuită cu argumente în funcție de un anumit domeniu.
- introspecție - procesul de examinare și observare a conținutului propriei minți sau a propriilor experiențe interioare; este o formă de auto-reflecție profundă prin care individul își explorează și își analizează propriile gânduri, emoții, percepții sau convingeri.
- intuiționism:

- curent filozofic iraționalist care opune rațiunii intuiția, concepută ca o facultate analoagă cu instinctul, cu simțul artistic sau cu revelația divină, considerând ca aceasta ar pătrunde nemijlocit în esența obiectelor;
- orientare metodologică ce nu acceptă logica drept știință ce precedă matematica, considerând că scopul acestora se reduce la construirea și intuirea formațiunilor matematice și logice;
- curent idealist-subiectiv care susține ca noțiunile morale nu pot fi fundamentale decât în mod intuitiv.
- ipostază - (la Platon) fiecare dintre cele trei substanțe spirituale (individul – unul, intelectul și sufletul) care împreună cu materia constituie lumea inteligibilă.
- istoricism
- iubire
- iubire platonică
- izolaționism

## Î
- încercare și eroare - strategie de învățare și de rezolvare a problemelor⁠(d), asociată cu abordarea empirică a cunoașterii; presupune formularea de ipoteze sau teorii care sunt apoi testate prin experimente sau observații.
- îndoiala metodică⁠(d) - concept dezvoltat de Descartes, motiv pentru care a fost denumit și scepticism cartezian și care reprezintă un proces sistematic de punere sub semnul întrebării a tuturor cunoștințelor și convingerilor, cu scopul de a ajunge la adevăruri fundamentale care nu pot fi contestate, în acest mod ajungându-se la o bază certă și indubitabilă pentru cunoaștere; vezi și scepticism filozofic⁠(d).

## J
- jainism
- jansenism
- joc de limbaj
- judecată analitică - (în logica lui Kant) judecata în care un concept al predicatului este conținut implicit în subiect, astfel încât e suficientă analiza subiectului pentru a obține predicatul.
- jurisprudență
- justificare:

- în epistemologie, procesul prin care o opinie, credință este susținută ca fiind rațională, rezonabilă sau adevărată, având la bază motive, dovezi sau argumente care o validează;
- unul dintre cele trei elemente tradiționale ale cunoașterii (alături de adevăr și credință), conform definiției clasice a cunoașterii drept „credință adevărată justificată”.

## K
- kalokagathia (gr. kalos, „frumos”, si agathos, „bun”, „virtuos”) - idealul armonizării virtuților morale cu frumusețea fizică.
- kantianism -  curent filozofic întemeiat pe lucrările lui Immanuel Kant.
- karma - (în sanscrită, faptă, acțiune, răsplată) - noțiune principală a filozofiei idealiste indiene, recunoscută atât în cele șase școli vedice „ortodoxe”, cât și în budism, jainism, brahmanism și hinduism, care desemnează renașterile și reîncarnările succesive ale sufletelor, igrația după moarte, precum și forța mistică generatoare și diriguitoare a acestora.
- katharsis (gr. purificare) - noțiune a esteticii antice grecești, introdusă de Artistotel; după el, tragedia, stârnind în spectatori milă și groază, produce o „purificare” a pasiunilor.

## L
- lanț cauzal închis - vezi feedback.
- legalism:

- în filozofia occidentală⁠(d), abordare care susține că moralitatea sau corectitudinea unei acțiuni poate fi determinată strict în funcție de respectarea legilor sau regulilor.
- în China antică, una dintre cele mai influente școli de gândire alături de confucianism și taoism și care a pus un accent deosebit pe puterea și autoritatea legilor, considerând că o guvernare eficientă și ordinea socială sunt garantate prin aplicarea strictă a unor legi și pedepse coerente.
- lege:

- categorie filozofică ce exprimă raporturile generale și repetabile existente între anumite fenomene ale realității;
- afirmație care descrie relații specifice între fenomene observabile.
- legea cauzalității - lege potrivit căreia orice fenomen are o cauză, stând împreună cu alte categorii (posibil-real, condiție-lege) la baza determinismului; altă denumire: principiul cauzalității.
- legi ale gândirii
- legi ale naturii
- legile lui De Morgan
- legile lui Murphy - enunțuri referitoare la unele fapte și întâmplări reale ale activității umane care afirmă, în termeni neștiințifici, că acestea se petrec (imprevizibil și cu mare probabilitate) în sens negativ.
- liberalism
- liber arbitru - (în filozofia idealistă) capacitatea omului de a acționa numai după voința sa, independent de orice altă influență; această concepție idealistă se opune determinismului, negând existența legilor obiective ale materiei și societății.
- libertarianism
- libertate - posibilitate de acțiune conștientă a omului după propria voință sau dorință, bazată pe cunoaștere a legilor obiective și necesare ale naturii și societății.

- libertate de alegere - oportunitatea și autonomia individului să efectueze o acțiune selectată din cel puțin două opțiuni disponibile, fără restricții de părți externe.
- libertate de exprimare - dreptul de a exprima prin viu grai sau prin scris opiniile proprii.

- logică
- logicism
- logos
- lumea ideilor - în filozofia lui Platon, realitatea supremă și eternă, care este diferită de lumea comună, senzorială și schimbătoare.
- lumi posibile
- lupta de clasă(Manifestul comunist)
- Lyceum

## M
- machism:

- ideologie bazată pe ideea că bărbatul domină din punct de vedere social femeia și că, în această calitate de stăpân, are dreptul la privilegii;
- empiriocriticism.
- macrocosmos
- microcosmos
- maniheism
- maoism
- masculinitate
- marxism
- mașina Turing
- mașina von Neumann
- materialism - concepție potrivit căreia lumea este alcătuită în întregime din materie, toate evenimentele, actele și stările de lucruri fie sunt subordonate, fie pot fi reduse complet la obiectele materiale și la conexiunile dintre ele.
  - materialism dialectic - concepție potrivit căreia materia și mișcarea ei sunt guvernate de legi obiective: legea acumulărilor cantitative și a salturilor calitative, legea unității și a luptei contrariilor, legea negării negației etc.
  - materialism istoric
  - materialism vulgar - curent filozofic apărut în Germania pe la jumătatea secolului al XIX-lea, care reduce întreaga realitate la materie, considerând și conștiința de natură materială.
- materie:

- (în filozofia materialistă) substanță concepută ca bază a tot ceea ce există; realitatea obiectivă care există în afară și independent de conștiința omenească și care este reflectată de aceasta; diversitatea fenomenelor reprezentând diferite forme de mișcare ale acestei realități;
- substanță din care sunt făcute diverse obiecte; obiect, corp, element considerat din punctul de vedere al compoziției sale.
- maximă
- măsură - categorie a dialecticii care reflectă legătura dintre cantitate și calitate, cuprinzând intervalul în limitele căruia schimbările cantitative pe care le suferă un anumit lucru sau fenomen nu duc la o transformare a calității acestuia.
- mecanica cuantică
- mecanicism:

- teorie conform căreia toate fenomenele naturale pot fi explicate în termenii interacțiunilor cauzale dintre particulele materiale fără nicio referire la teleologie, după modelul concepțiilor din secolul al XVII-lea, dezvoltate de Descartes și Hobbes; vezi și cinetism;
- concepție care explică fenomenele biologice, sociale, psihice etc. pe baza principiilor și legilor mecanicii, reducând întreaga diversitate calitativă a fenomenelor și a proceselor naturii la fenomene și procese mecanice.
- meioză
- memorie
- mesianism:

- curent filozofic idealist (care apare în special în dogmele mozaice și creștine), bazat pe idei mistice-religioase, cum ar fi credința într-un mântuitor al lumii;
- atitudine profetică și de exaltare în împlinirea unei misiuni prin sacrificiu.
- metafizică
- metalimbaj
- metempsihoză
- metoda îndoielii
- metoda socratică
- metodă axiomatică - metodă științifică de expunere care, pornind de la propoziții prime, numite axiome, deduce noi propoziții, numite teoreme.
- mic-burghez - persoană cu vederi înguste, filistin, care nu apreciază cultura, arta, care are preocupări prozaice, exclusiv materialiste.
- mijloc:

- ceea ce servește pentru realizarea unui scop; (la plural) posibilități (materiale sau morale) de care dispune cineva pentru un anumit scop; (prin extensie) cale, metodă, procedeu;
- nume dat anumitor părți ale unor obiecte situate sau destinate a fi situate în partea (aproximativ) centrală a obiectului respectiv.
- mimesis
- minimalism
- misticism
- mitul peșterii - vezi alegoria peșterii.
- moartea lui Dumnezeu
- mod
- model determinist - model științific care nu conține elemente aleatoare și care determină în mod cert starea sau evoluția fenomenului studiat în funcție de variabilele luate în considerare.
- model  statistic (stochastic) - model științific în care intervin, pe lângă variabilele măsurabile sau observabile, una sau mai multe variabile aleatoare, corespunzător efectului posibil al factorilor necontrolați prin variabilele specificate în model.
- modulo
- monadă - termen folosit de Leibniz pentru a desemna singura substanță presupusă adevărată, ca entitate spirituală, fără întindere spațială, capabilă de percepții și tendințe, dar fără legătură cu celelalte.
- monism
- moralitate

## N
- nativism - teorie în epistemologie, opusă empirismului, care susține că anumite cunoștințe sunt înnăscute și nu necesită experiență pentru a fi dobândite.
- naturalism - abordare filozofică ce susține că lumea poate fi explicată și înțeleasă prin intermediul științei naturale și care respinge explicațiile metafizice sau religioase și se concentrează asupra explicațiilor bazate pe observații și experimente.
- natură -  termen utilizat pentru a descrie esența sau caracteristicile fundamentale ale lucrurilor și fenomenelor, ceea ce este real, autentic și nedeturnat de intervenția umană sau socială.

- natură umană⁠(d) - trăsăturile esențiale sau caracteristicile fundamentale care definesc ceea ce înseamnă a fi om, utile în dezvoltarea unor teorii despre moralitate, dreptate, politică, educație și la dezbaterea dintre determinism și liber arbitru.

- neantul etern - concept ce se referă la starea care urmează după moarte și la ideea de nonexistență absolută sau absență totală a ființei, a timpului, a spațiului și a oricărei forme de existență.
- necesitate
- nemurire
- neoconfucianism -  curent filozofic apărut în China în secolele X-XII, care cuprinde două tendințe opuse, materialistă și idealistă, ambele invocând paternitatea lui Confucius.
- neodaoism
- neohegelianism - curent filozofic contemporan apărut în Anglia, care promovează studiul filozofiei lui Hegel, dar preia din aceasta laturile ce țin de sistemul său idealist, interpretându-le în spirit subiectivist.
- neokantianism
- neopitagorism - curent filozofic de origine alexandrină care a reactualizat pitagorismul, îmbinându-l cu platonismul și accentuând tendințele sale mistice.
- neoplatonism
- neotomism
- nestorianism
- neutralitate axiologică
- nici o regulă fără excepție - vezi excepția confirmă regula.
- nihilism
- nimic
- nirvana
- noncognitivism
- noțiune primitivă - concept care nu este definit prin termeni definiți anterior, sensul său fiind bazat pe intuiție.
- noumen

## O
- obiect - conținut situat în afara eului, asupra căruia se îndreaptă gândirea sau cunoașterea umană.
- obiectiv

- care există în afara conștiinței omenești și independent de aceasta;
- care are însușirea de a reda realitatea în chip nefalsificat, detașat de impresii subiective; nepărtinitor, imparțial.
- obiectivism:

- atitudine de pretinsă nepărtinire, însoțită de renunțarea la orice luare de poziție, la orice judecată de valoare și apreciere critică în domeniul cunoștințelor, teoriilor, ideilor despre societate și om;
- (obiectivism (Ayn Rand)) sistem filozofic elaborat de scriitoarea ruso-americană⁠(d) Ayn Rand.
- obiectivitate (în sens epistemologic) - categorie care desemnează valoarea de adevăr a cunoștințelor în raport cu obiectul lor.
- obiector de conștiință - persoană care refuză să participe la anumite activități cerute de societate sau de stat, invocând motive morale, etice, filozofice sau religioase.
- obligație - concept juridic și moral ce desemnează o asumare sau atribuire de îndatoriri și răspunderi, sau unui individ ori grup de indivizi în conformitate cu un sistem de norme și valori instituit dintr-o comunitate data.
- obligație morală - conținut normativ al regulii morale, datorie determinată, concretă, decurgând din idealurile, principile și normele unei anumite morale.
- observație - procedeu al cunoașterii științifice care constă în contemplarea metodică și intențională a unui obiect sau proces.
- obversiune - operație logică prin care, schimbând calitate unei judecăți categorice și negându-i totodată predicatul, obținem o judecată echivalentă cu prima, numită și obsersa ei (ex: Unii oameni nu sunt vinovați = Unii oameni sunt nevinovați).
- ocultism - ansamblu de concepții și practici superstițioase privitoare la forțe tainice, supranaturale cu care unii inițiați ar putea intra în contact pe căi deosebite de cele ale cunoașterii obișnuite.
- oniric (gr. oneiros, vis) - referitor la vise.
- ontic (gr. on, ontos, ființă) - existent independent de om; aparținând categoriei existentă, realitate obiectivă. Platon o distinge atât de cel gnoseologic, cât și de cel axiologic, fiind în opoziție relativa cu el.
- ontologie - ramură a filozofiei care se ocupă cu studiul ființei, al existenței și al realității în formele fundamentale ale acestora; pune bazele pentru alte domenii de reflecție filozofică și influențează moduri de gândire din diverse alte discipline.
- operator logic - parte componentă a unei funcții logice care reprezintă operația aplicată asupra anumitor entități logice și prin care ia naștere funcția logică.
- origine - punct de plecare pentru formarea unui lucru sau a unui fenomen; moment inițial, punct de reper.

## P
- panpsihism - teorie potrivit căreia lumea devine inteligibilă dacă admitem că fiecare lucru din ea are un suflet sau spirit.
- "panta alunecoasă" - eroare logică  în care se afirmă că un pas mic într-o anumită direcție va declanșa o reacție în lanț care va avea ca rezultat un efect negativ semnificativ.
- panteism - doctrina că divinul e atotcuprinzător și că omul și natura nu sunt independente de Dumnezeu, ci sunt moduri sau elemente ale Ființei sale.
- paradigmă - în filozofia științei, un mod central și global de a privi fenomenele, în cadrul căruia lucrează în mod normal un om de știință.
- paradox - situație ce se ivește atunci când, din anumite premise care sunt acceptate toate ca adevărate, se ajunge printr-un raționament deductiv valid la o concluzie care este fie intrinsec contradictorie, fie aflată în dezacord cu credințe îndeobște acceptate.

- paradox temporal - situația în care călătoria în timp conduce la concluzii contradictorii sau imposibile, stimulând dezbateri despre liberul arbitru, determinism și natura schimbării temporale, având implicații atât în filozofia metafizică, cât și în cea a fizicii teoretice.
- paradoxul bărbierului -  altă formulare a paradoxului lui Russell și care se bazează pe aceeași idee fundamentală de auto-referențiere.
- paradoxul lui Barry - versiunea neformală a paradoxului lui Richard
- paradoxul lui Bertrand - un paradox ce ilustrează dificultatea de a atribui probabilități acolo unde există infinit de multe alternative.
- paradoxul boabelor de mei - aproie, numită și a grămezii, născută din atacul lui Zenon din Elea la adresa pluralității și a mărturiei simțurilor.
- paradoxul lui Richard - prezentat de Richard Jules în 1905. În el intervine raționamentul diagonal referitor la expresiile denotative și la ceea ce ele denoteaza, fiind de aceea inclus în familia paradoxurilor semantice.
- paradoxul lui Russell - problemă filozofică fundamentală care a pornit de la conceptul de mulțime, a devenit o provocare pentru toate teoriile care se bazează pe ideea de clasificare și categorizare și a condus la dezvoltarea unor noi teorii filozofice, precum teoria tipurilor⁠(d) sau teoria mulțimilor a lui Zermelo-Fraenkel; vezi și paradoxul bărbierului.
- paradoxul toleranței - concept introdus de Karl Popper, care afirmă că o societate complet tolerantă, dacă acceptă fără limite manifestările intoleranței, riscă să permită distrugerea principiilor toleranței și ale unei societăți deschise.
- paradoxuri semantice -  sunt, de obicei, deosebite de paradoxurile logice prin aceea că rezultă din folosirea unor noțiuni semnatice, cum sunt cele de adevăr și referință. Propozițiile în care se întâlnesc sunt adesea variante ale paradoxului mincinosului, de exemplu Acest enunț este fals.
- paradoxul sufragiului - paradox ce ilustrează carență fatală de care suferă încercarea de a determina preferința colectivă a unei comunități cu ajutorul unui sistem de votare bazat pe majoritatea simplă.
- paradoxuri logice - se obișnuiește să fie deosebite de paradoxurile semantice prin aceea că pot fi exprimate folosind numai termeni logici și din teoria multimlor (ex: paradoxul lui Russell).

- paralelism psihofizic - concepția potrivit căreia evenimentele mintale (psihice) și cele corporale (fizice) se produc în serii separate, dar paralele.
- parapsihologie - termen ce în prezent înlocuiește sintagma cercetare psihică, ca desemnare a studiului PES, PK și a diverse alte fenomene controversate nerecunoscute de disciplinele științifice oficiale.
- pariul lui Pascal - argument pentru credința în Dumnezeu bazat pe rațiune și probabilitate, conform căruia o persoană ar trebui să trăiască ca și cum Dumnezeu ar exista, deoarece dacă acesta există, atunci mizele sunt infinite și beneficiile credinței sunt mult mai mari decât costurile ei.
- particular egocentric - termen folosit de Russell pentru cuvintele și expresiile indexicale.
- patru elemente - cele patru entități considerate de filozofii greci drept constituenții de bază ai universului fizic: pământul, aerul, focul și apa.
- (cele) patru umori - cele patru fluide din corp despre care Galen considera că trebuie să se afle în echilibru pentru păstrarea sănătății fizice și psihice.
- păcat -  în accepțiunea strictă, un termen teologic care înseamnă ofensă adusă lui Dumnezeu. Ceva calificabil drept păcat poate deci să încalce sau să nu încalce standarde morale pământești.
- păcatul originar - în cadrul învățăturii creștine tradiționale, doctrina că întreg neamul omenesc moștenește și este corupt de păcatul ivit pentru prima dată în lume prin neascultarea lui Adam și a Evei.
- pătratul opoziției - în textele medievale, o diagramă ce rezumă relațiile logice dintre cele patru propoziții categorice având toate același subiect și același predicat. Aceste propoziții sunt reprezentate tradițional prin A, E, I, O.
- pedeapsă - în sensul lui deplin și central, cuvântul desemnează aplicarea intenționată de către o autoritate față de un infractor a unei sancțiuni ce se dorește dezagreabilă, pentru o încălcare a regulilor instituite de acea autoritate.
- pelagianism - erezie propagată în secolul al V-lea de călugărul britanic Pelagius. Ea nega păcatul originar și susținea că omul poate, prin propria-i voință liberă și fără intervenția harului divin, să ducă o viață fără de păcat și să dobândească viața veșnică.
- pereche ordonată - pereche având ca proprietate de bază aceea că două perechi sunt identice și numai dacă primul membru al uneia este identic cu primul membru al celeilalte, iar cel de-al doilea element al primeia, cu cel de-al doilea element al celeilalte.
- perioada axială - termen care descrie perioada situată aproximativ între secolele VIII și III î.Hr., caracterizată prin apariția și dezvoltarea unor gânditori și idei care au avut un impact profund asupra culturii și a modului în care oamenii înțelegeau lumea și viața.
- petitio principii - vezi argument circular.
- piața ideilor - concept bazat pe libertatea de exprimare ca o analogie a conceptului economic al unei piețe libere și care susține că adevărul va apărea dintr-o competiție a ideilor într-un discurs public liber și transparent.
- pluralism:

- doctrină care admite că realitatea include mai multe genuri de existență (principii, esențe) sau că există descrieri diferite ale realității;
- (prin extensie) orice concepție care, într-un domeniu determinat, admite o multiplicitate de factori echivalenți, de principii etc. care nu pot fi reduse la unitate; stare de lucruri caracterizată prin existența acestei multiplicități.
- polaritate - specie a contradicției constând în relația dintre doi termeni care prezintă cel mai mare grad de opoziție posibil și totodată se presupun reciproc.
- polarizare - formare a unei contradicții în care relația dintre doi termeni prezintă cel mai mare grad de opoziție posibil și, totodată, se presupun reciproc.
- postumanism - curent de gândire apărut la sfârșitul secolul al XX-lea și care se referă la relațiile dintre om și tehnologie, în special față de inteligența artificială.
- praedicabilia - termen latin pentru predicabile
- praedicamenta - termen latin pentru predicamente
- pragmatică - unul dintre cele trei compartimente tradiționale ale semioticii. Pragmatica studiază scopurile, efectele și implicațiile utilizării efective a unei construcții lingvistice semnificative de către un vorbitor.
- pragmaticism - termen creat de C. S. Peirce în 1905 spre a desemna varianta sa particulară de pragmatism, după ce alți filozofi își însușiseră acest din urmă termen și îi lărgise cuprinsul.
- pragmatism - denumire a unei teorii despre semnificație, transformată pentru prima dată în termen filozofic în 1878 de către Peirce.
- precogniție - termen din parapsihologie care în prezent desemnează îndeosebi acel gen de percepție extrasenzorială în care anumite anticipări, vise, presimțiri, preced împlinirea lor.
- preconceput - (despre idei sau sisteme filozofice) admis, adoptat dinainte, fără o cercetare sau o experimentare prealabilă.
- Primul Motor (sau Mișcător) - originea, ea însăși nemișcată, a tuturor mișcărilor din Univers. Ideea a fost introdusă de Aristotel și dezvoltată de filozofi-teologi din toate cele mai mari tradiții ale teismului mozaic - iudaismul, creștinismul și islamul.
- principiul autorității - principiu potrivit căruia o teză filozofică sau științifică este considerată valabilă nu intrinsec, ci datorită autorității celui care o susține.
- principiul cauzalității - vezi legea cauzalității.
- principiul cercului vicios - explicație a anumitor paradoxuri logice discutate în teoria tipurilor a lui Russell
- principiul celui mai mic număr - principiul că dacă o proprietate sau condiție este valabilă pentru cel puțin un număr, atunci există un cel mai mic număr care satisface respectiva condiție.
- principiul fericirii maxime - teza de bază a utilitarismului, potrivit căreia binele suprem îl constituie cea mai mare fericire a celui mai mare număr de oameni.
- principiul de incertitudine - lege a fizicii, enunțată pentru prima dată în 1927 de către Werner Heisenber și care a afectat profund teoria cuantică și teoria cauzării. Potrivit acestei legi, poziția și impulsul unei particule nu pot fi cunoscute ambele fără incertitudine deoarece procesul de determinare a fiecăreia din ele o afectează în mod necesar pe cealaltă.
- privație - credința că răul e esențialmente negativ, constând în lipsa sau absența binelui (privatio boni) Această doctrină, folosită uneori pentru a ușura pentru teiști problema râului, se inspiră finalmente din concepția platoniciană despre Forma sau Ideea Binelui care este totodată Forma Realului.
- probabilism -

1. doctrina, asociată îndeosebi cu scepticismul, potrivit căreia nu putem avea niciun fel de cunoștințe sigur.
2. în etică și îndeosebi în cazuistica romano-catolică, practica de a urma sfatul unei anume autorități respectate, în situații unde nu există o linie de acțiune evident corectă, iar autoritățile sunt în conflict reciproc.

- problema continuumului - problema câte submulțimi de numere naturale există; sau, echivalent, câte numere reale, adică pe puncte de pe continuum, există.
- problema spirit-corp - problemă filozofică privind relație dintre spirit și corp și modul de a deosebi între proprietățile, funcțiile și evenimentele ce trebuie socotite mentale și cele ce trebuie socotite fizice.
- problematic -  termen din logica aristotelică folosit pentru a indica modul sau modalitatea unei judecăți. O judecata este problematică dacă aserteaza că ceva este posibil, de exemplu „E posibil să plouă”.
- problema universalelor - (în metafizică) întrebarea dacă există proprietăți, și dacă da, care sunt acestea.
- procedeu diagonal - metodă prin care Cantor a demonstrat că nu există mulțimi infinite ce nu pot fi numărate.
- procedeu efectiv - proces care dezvoltă probabilistic, adică ale cărui fraze sunt determinate de valorile a una sau mai multe variabile alcatorii.
- proces - succesiune de stări, etape, stadii prin care trec, în desfășurarea lor temporală, în schimbarea lor, diverse obiecte, fenomene etc.; evoluție, dezvoltare, desfășurare; acțiune.

- proces de intenție - element central al conștiinței umane, prin care o acțiune⁠(d) sau o gândire este direcționată spre un obiect sau o idee, indiferent dacă acest obiect sau această idee există sau nu în realitate.

- propoziție - unitate semantică ce deține un rol fundamental în logică, epistemologie și comunicare, caracterizată prin: conținut cognitiv, valoare de adevăr, independență față de limbaj.
- proprietate:

- trăsătură predominantă care caracterizează o ființă, un lucru, un fenomen etc. și care diferențiază o ființă de alta, un lucru de altul etc.; caracteristică, trăsătură, însușire (vezi și problema universalelor);
- calitate a unui cuvânt, a unui termen, a stilului etc. de a reda exact ideea sau noțiunea exprimată.

## R
- radicalii filozofici - discipoli ai lui Bentham, ei înșiși cu precădere teoreticieni, care au urmărit și au izbutit să dobândească o considerabilă influență practică.
- raționalism:

- (în sens restrâns) doctrinele unui grup de filozofi din secolele XVII -XVIII, ca: Descartes, Spinoza și Leibniz, conform cărora numai prin rațiune se poate obține o cunoaștere a naturii celor existente, teza după care cunoașterea formează un sistem care are caracter deductiv și credința că totul este explicabil.
- (în sens mai larg) termen aplicat la concepțiile filozofilor care acceptă doar teza după care cunoașterea formează un sistem și că totul este explicabil prin intermediul sistemului.
- (în sensul cel mai popular) respingerea credinței religioase ca fiind lipsită de un temei rațional.
- raționalism critic - concepția epistemologică filozofică dezvoltată de filosoful Karl Popper, care exprimă convingerea că rațiunea, în problema cunoașterii empirice, nu poate avea o funcțiune riguros demonstrativă, ci una de atitudine critică.

- rațiune - cuvânt folosit în sensuri numeroase, diverse și adesea vagi, având între ele uneori legături complexe și obscurte. Într-o accepțiune mai importantă, e pusă în contrast cu rivalii interni sau externi ca imaginația, experiența pasiunea sau credința.
- rațiune insuficientă - denumire alternativă pentru principiul indiferenței.
- rațiune suficientă - principiul enunțat de Leibniz, potrivit căruia pentru orice fapt există un temei pentru care este așa și nu altfel.
- rău - (în accepțiunea generală) ceea ce afectează omul, ceea ce este dăunător din punct de vedere fizic sau psihic.
- realitate simulată -  ipoteză conform căreia realitatea ar putea fi de exemplu doar o simulare pe calculator, care nu poate fi deosebită de "adevărata" realitate; spre deosebire de realitatea virtuală, care poate fi ușor distinsă de realitatea "reală".
- reducere la absurd - vezi apagogic.
- reducționism - abordare filozofică ce susține că fenomenele complexe, entitățile sau sistemele pot fi reduse la, sau explicate în întregime prin, componente sau elemente mai simple și fundamentale.
- regresiune - trecere de la stadii mai înalte de dezvoltare la stadii mai înapoiate.
- relativism - doctrină idealistă care neagă posibilitatea cunoașterii realității obiective, infirmând existența standarde universale în chestiunea valorilor, adevărul însuși fiind relativ la punctul de vedere al subiectului.
- relativism cultural - teorie potrivit căreia culturile sunt incomensurabile întrucât viziunile lor asupra lumii sunt bazate pe premisele și limbaje foarte diferite.
- repaus - moment integrant al mișcării, având în raport cu acesta un caracter relativ și condiționând stabilirea relativă a lucrurilor.
- retrocauzalitate - concept care susține că evenimentele sau acțiunile din viitor ar putea avea un impact asupra evenimentelor anterioare, contrar fluxului obișnuit de cauzalitate de la trecut la viitor din determinism.

## S
- săgeata timpului - metaforă care descrie ideea că timpul este asimetric; are o anumită direcție, curge într-un anumit sens și nu poate fi inversat sau întors.
- scepticism - atitudine care constă în punerea sub semnul întrebării a adevărurilor acceptate, a cunoștințelor și a afirmațiilor despre lume și care bazează pe ideea că trebuie examinată critic orice convingere, pentru a evita acceptarea unor idei eronate sau nejustificate.

- scepticism cartezian - vezi: îndoiala metodică⁠(d).
- scepticism filozofic⁠(d) - scepticism care concentrează pe întrebări legate de posibilitatea și limitele cunoașterii umane, susținând suspendarea judecății asupra tuturor lucrurilor, deoarece adevărul ar fi dificil de cunoscut (scepticismul antic: Piron, Sextus Empiricus) sau punând la îndoială fundamentele cunoașterii, cum ar fi cauzalitatea sau existența lumii exterioare (scepticismul modern: David Hume).
- scepticism științific - abordare critică în cadrul științei, care cere dovezi empirice și reproductibilitate înainte de a accepta o teorie sau o afirmație.

- scientism
- semantică
- sentință - cugetare cu caracter moral, filozofic, exprimare, în puține cuvinte, a unui adevăr, folosită mai ales în Antichitate.
- senzorial - ceea ce este legat de percepția fizică și experiențele directe ale lumii fizice, incluzând senzațiile și percepțiile obținute prin intermediul simțurilor, spre deosebire de conceptele sau ideile abstracte obținute prin raționament sau inteligență.
- sinteză:

- metodă științifică de cercetare a fenomenelor, bazată pe trecerea de la particular la general, de la simplu la compus, pentru a se ajunge la generalizare; îmbinare a două sau a mai multor elemente care pot forma un tot;
- unitate dialectică între laturi, tendințe etc. contrare;
- moment final al triadei hegeliene, care reprezintă fuziunea tezei și a antitezei, într-o unitate superioară.
- sistem - concept care se referă la ideea că lumea poate fi înțeleasă și explicată printr-o structură sau o rețea de elemente interconectate și interdependente, fiind folosit pentru a explora relațiile dintre diverse componente sau entități și modul în care acestea lucrează împreună pentru a crea întreguri complexe.
- speculație - cugetare abstractă și pur teoretică asupra unei probleme; teoretizare ruptă de practică și de experiență.
- spirit analitic - capacitate mentală de a disocia părțile componente ale unui întreg; persoană care are această capacitate.
- spirit critic - capacitatea și atitudinea de a examina, analiza și evalua în mod rațional idei, afirmații, argumente sau teorii, fără a accepta automat ceea ce este prezentat ca adevăr; presupune componentele: gândirea rațională, îndoiala metodică⁠(d), analiza și evaluarea argumentelor, deschiderea față de idei noi și corectarea opiniilor, orientarea către adevăr și integritatea intelectuală.
- structură:

- mod de organizare internă a elementelor sau a părților care constituie un ansamblu concret sau abstract; constituție; factură; component; compoziție;
- ansamblu de relații dintre elementele unui sistem; rețea de relații.
- subiect - termen al unor judecăți, reprezentând noțiunea ce desemnează obiectul gândirii despre care se afirmă sau se neagă însușirea exprimată de predicatul logic.
- subsidiar - care se adaugă, ca element secundar, la argumentele pentru susținerea unui raționament, a unei teorii etc.
- sui generis - expresie care se referă la o idee, o entitate sau o realitate care nu poate fi redusă la un concept inferior sau inclusă într-un concept superior.
- supradeterminare - caracter al unui proces, eveniment care este determinat de un mare număr de condiții.

## Ș
- Școala alexandrină - nume dat unei școli filozofico-teologice din secolele II-IV d.Hr., care promova sincronizarea creștinismului cu filozofia greacă și alegorismul în exegeza biblică.
- șozism - concepție care descrie fenomenele umane drept lucruri; scris și chosism.
- științe aplicate - științele care au drept scop aplicarea cunoștințelor științifice pentru realizarea de aplicații practice, invenții sau tehnologii.
- "Știu că nu știu nimic" - idee filozofică atribuită lui Socrate (numită și paradoxul lui Socrate⁠(d)), care subliniază limitele cunoașterii umane și recunoașterea propriei ignoranțe, fiind un îndemn pentru căutarea înțelepciunii autentice și pentru o atitudine de învățare continuă.

## T
- tabula rasa (lat. tablă nescrisă) - expresie folosită de Locke pentru a descrie cum se prezintă intelectul omenesc la naștere. Cunoașterea a prior, susține Locke, e o ficțiune și numai experiența poate furniza intelectului idei.
- tao - vezi dao.
- taoism - vezi daoism.
- tautologie:

- greșeală de limbă care constă în repetarea inutilă a aceleiași idei, formulată cu alte cuvinte;
- repetare inutilă cu alți termeni a aceleiași idei.
- teism - credință în Dumnezeu înțeles drept unicul creator, atotputernic și atotștiutor, a tot ce există în afara sa.
- teleologie:

- doctrina că totul în lume a fost conceptu de Dumnezeu în așa fel încât să-i slujească omului.
- teoria sau studiul finalității din natură.
- teodicee - încercarea de a „îndreptăți purtarea lui Dumnezeu față de oameni”, rezolvând problema pe care răul o ridică pentru teist.
- teleologie naturală și teleologie revelată - încercarea de a dovedi existența lui Dumnezeu, iar uneori și nemurirea oamenilor, din premise furnizate de observare mersului obișnuit al naturii.
- teoremă:

- (a unei teorii axiomatice) - enunț ce poate fi demonstrat pornind de la axiome
- (despre un sistem de deducție naturală) - enunț care poate fi demonstrat; apare drept concluzie a unui raționament.
- teoria relevanței -  teorie a argumentării care a fost dezvoltată în special în domeniul logicii și al argumentării informale și care se concentrează pe modul în care argumentele sunt relevante pentru a sprijini concluziile.
- teoria sistemelor - cadru conceptual, cu aplicații în diverse domenii, care explorează și analizează interacțiunile, relațiile și comportamentele sistemelor și care examinează entitățile complexe ca fiind compuse din părți interconectate și interdependente, concentrându-se pe structura, funcționarea și relațiile dintre componentele acestora.
- teorie:

- formă superioară a cunoașterii științifice care mijlocește reflectarea realității;
- ansamblu sistematic de idei, de ipoteze, de legi și concepte care descriu și explică fapte sau evenimente privind anumite domenii sau categorii de fenomene.
- teorie științifică - explicație coerentă și testabilă a unui fenomen natural sau a unui set de fenomene, care este susținută de dovezi empirice și care este utilizată pentru a face predicții precise despre cum va evolua fenomenul în viitor sau cum se va comporta în anumite condiții.

- termen:

- element primar al unui enunț sau sistem logic;
- eveniment viitor și sigur în ce privește producerea lui, dar incert în ceea ce privește data la care se va produce.
- tipologie - studiu științific al trăsăturilor tipice ori al relațiilor reciproce dintre diversele tipuri ale unor obiecte sau fenomene.
- topic-neutru - termen aplicabil conceptelor care sunt neutre față de orice conținut particular.
- transcendent - care depășește experiența; cuvântul e deseori folosit de teiști pentru a descrie modul de a exista al lui Dumnezeu dincolo și independent de lumea creată.
- transcendental - termen folosit de filozofii medievali pentru desemnarea predicatelor care transcende categoriile lui Aristotel. Mai târziu, aplica de Kant la ceea ce transcende, sau trece dincolo de aplicarea corectă a listei sale de categorii și, ca atare, nu poate fi un aspect al vreunei experiențe posibile.
- transformare - trecere de la o stare la alta, modificând aspectul, înfățișarea, forma etc.; schimbare a firii, a caracterului, a felului de a fi, a conduitei.
- treaptă:

- grad, nivel; etapă, fază;
- ierarhie, rang, poziție, situație;
- categorie; clasă socială, pătură;
- loc în ierarhia unor funcții sau în sistemul de organizare a societății;
- etapă în dezvoltarea unui proces.
- triadă inconsistentă - mulțime de trei enunțuri dintre care cel puțin unul trebuie sa fie fals, dat fiind că din oricare două dintre ele se poate deduce negația celui de-al treilea.
- triptic - trei idei, puncte sau articole ale uneia și aceleiași teorii, dogme etc.

## U
- ucronie - teorie în filozofia culturii potrivit căreia evenimentele și faptele de civilizație din istoria omenirii s-au produs ca o consecință inevitabilă, dar nu previzibilă, a progresului continuu.
- umanism -  termen căruia i s-au dat semnifcatii extrem de variate și adesea foarte vagi, dintre care cele mai importante sunt două:

1. Mișcare intelectuală care a caracterizat cultură Europei renascentiste.
2. În secolul nostru, eticheta a fost confiscată de cei ce resping orice credință religioasă și susțin că nu trebuie să ne preocupe decât bunăstarea oamenilor în lumea de aici, considerată singura reală.

- umanitarism - concepție, atitudine de înțelegere, de dragoste față de oameni și de omenire și care se manifestă prin practicarea unui tratament binevoitor și acordarea de asistență altor oameni din motive morale, altruiste.
- uniformitate naturii - principiu folosit în încercarea de a justifica inducția în particular și știința în general
- unii - accepțiunea tradițională al lui „unii” în logică este de „cel puțin unul, eventual toți fără unu”.
- Univers și univers - prezența sau absența majusculei la începutul cuvântului servește la distingerea a două sensuri ale acestui cuvânt:

1. „Universul” se definește ca incluzând tot ceea ce există, cu excepția Dumnezeului creator, dacă acesta este admis.
2. Un univers nu poate fi decât o parte a acestui „Univers”.

- univers al discursului - sistem de concepte și entități legate de o anumită problematică sau domeniu de preocupări, unde anumiți termeni și anumite expresii dobândesc un înțeles sau semnificație proprie.
- universal concret -  termen utilizat în filozofia lui Hegel ca redare concisă a concepției sale că gândirea nu poate fi decât universală (adică în termeni de legi universale), dar nu trebuie să fie abstract universală.
- universale și particulare - Lucrurile sunt particulare, iar calitățile lor sunt universale. Un universal este deci proprietatea predicată despre toți indivizii de un anumit fel sau dintr-o anumită clasă. Roșul e un universal, predicat despre toate obiectele roșii.
- universalism - perspectivă sau doctrină care susține existența unor principii, valori sau adevăruri fundamentale care sunt valabile pentru întreaga umanitate sau pentru toate entitățile, indiferent de contextul cultural, istoric sau social.
- universalizabilitate - principiul că judecățile morale individuale, deși pot fi particulare, implică întotdeauna o judecată universală.
- univoc - care are înțeles unic
- unu-multiplu - problema de a explica faptul că putem aplica corect unul și același cuvânt la mai multe lucruri distincte.
- utilitate - gradul de satisfacție sau de beneficiu pe care îl aduce un obiect sau o acțiune pentru un individ sau pentru o societate; această noțiune este centrală în etica utilitaristă, care susține că acțiunile trebuie evaluate în funcție de gradul de utilitate pe care îl aduc.
- utopism - credințele celor preocupați să statornicească nu doar o societate mai bună, ci una perfectă.
- Uttara Mināmsā - sistem din filozofia indiană cunoscut îndeobște sub numele Vendāta.

## V
- vacuu (en. vacuous) -  în logică desemnează statutul propozițiilor care sunt adevărate pentru că termenii ce joacă în ele rolul de subiect nu au denotație, sau pentru că antecedentele lor sunt false.
- vaguitate - prezența nedeterminării în semnificația unui cuvânt, a unei expresii sau a unui enunț, în măsură în care implicațiile sale sunt considerate imprecise în anumite privințe relevante.
- Vaiśesika -  unul dintre sistemele filozofiei indiene și cel mai important precipitat al străvechilor filozofii ale naturii, ale cărui prime straturi urcă în timp departe în mileniul I a. Chr.
- valoare - conceptul care se referă la ideea că există anumite calități sau atribute care sunt dorite sau prețuite în sine, indiferent de contextul lor specific sau de utilitatea lor practică; exemple de valori comune: onestitatea, respectul, libertatea, justiția, iubirea, compasiunea și frumusețea.
- valori estetice
- vălul ignoranței:

- termen din filozofia occidentală⁠(d) care descrie o stare de ignoranță sau lipsă de cunoaștere care împiedică percepția lumii așa cum este într-adevăr sau pentru a sublinia limitările umane în ceea ce privește cunoașterea și înțelegerea realității; vezi și alegoria peșterii a lui Platon;
- în filozofia indiană⁠(d), ideea de "Maya⁠(d)", care se referă la iluzia percepută de oameni în legătură cu lumea lor și cu sinele⁠(d) lor.
- verificabilitate - concept care se referă la posibilitatea de a verifica sau de a confirma prin observație sau experiment un enunț sau o teorie științifică.
- verificare - criteriul semnificației aplicat de pozitivistii logici oricărei propoziții.
- verificare și validare - metodă de bază în filozofia științei prin care se obține validarea absolută a vreunei teorii.
- verosimilitate - legat de o ipoteză statistică asupra unui corp de date, șansa ca aceste date să apăra dacă ipoteza e adevărată.
- viață - proces continuu de dezvoltare și schimbare, caracterizat de organizare și complexitate, însoțit de o anumită formă de conștiință (sub formă de reacție și adaptare la mediu) și implicând o anumită formă de scop sau de finalitate (cum ar fi supraviețuire, reproducere sau dezvoltare).
- vid - în cosmogonia pitagoreică, acel factor din Univers prin care unitățile putea fi separate și distinse între ele
- virtute
- vitalism - o doctrină adesea evazivă, inspirată în cele din urmă de Aristotel, potrivit căreia fenomenul vieții nu poate fi explicat pe deplin în termeni pur materiali, în organismele vii existând ceva nematerial care le diferențiază de corpurile neînsuflețite.
- vitalitate :

- vigoarea, forța vitală, sănătatea, tinerețea sau capacitatea de a trăi sau de a exista;
- caracterul a ceea ce este viu; intensitate a proceselor de viață; putere de viață, vigoare vitală; energie, forță, dinamism.
- voliție - act de voință care precede o mișcare fizică.
- voluntarism:

- gen de metafizică (având ca ilustrare tipică sistemul lui Schopenhauer) care susține că adevărata natură a realității este voința
- în controversele privitoare la natură istoriei, o teorie ce acordă prea multă pondere voinței umane ca factor în istorie și prea puțină factorilor obiectivi, adică economici.

## W
- Weltanschauung - mod în care un individ înțelege și interpretează sensul lumii și al vieții.
- whataboutism - eroare logică prin care se discreditează poziția unui oponent, schimbând subiectul discuției prin recurgerea la o contra-întrebare critică.

## X
- Xantipa
- xu

## Z
- Zen - școală de gândire și practică spirituală⁠(d) care își are originile în tradiția budistă Mahayana și care se concentrează pe experiența directă a realității și pe transformarea conștiinței prin meditație și practici contemplative.
- zetetic⁠(d) - termen care se referă la o metodă de cercetare sau o atitudine față de cunoaștere care necesită căutarea și întrebarea constantă, cum este cazul școlii sceptice a lui Pyrrhon; vezi și maieutică.
- zoon politikon - concept filozofic introdus de Aristotel, conform căruia ființele umane sunt ființe sociale și au nevoie să trăiască în comunitate pentru a supraviețui și a prospera.